# 1885
Portal Geschichte | Portal Biografien | Aktuelle Ereignisse | Jahreskalender | Tagesartikel

◄ |
18. Jahrhundert |
19. Jahrhundert
| 20. Jahrhundert | ►

◄ |
1850er |
1860er |
1870er |
1880er
| 1890er | 1900er | 1910er | ►

◄◄ |
◄ |
1881 |
1882 |
1883 |
1884 |
1885
| 1886 | 1887 | 1888 | 1889 | ► | ►►
Staatsoberhäupter · Wahlen · Nekrolog   · Musikjahr   · Sportjahr
| Januar | Januar | Januar | Januar | Januar | Januar | Januar | Januar |
| Kw     | Mo     | Di     | Mi     | Do     | Fr     | Sa     | So     |
| ------ | ------ | ------ | ------ | ------ | ------ | ------ | ------ |
| 1      |        |        |        | 1      | 2      | 3      | 4      |
| 2      | 5      | 6      | 7      | 8      | 9      | 10     | 11     |
| 3      | 12     | 13     | 14     | 15     | 16     | 17     | 18     |
| 4      | 19     | 20     | 21     | 22     | 23     | 24     | 25     |
| 5      | 26     | 27     | 28     | 29     | 30     | 31     |        |

| Februar | Februar | Februar | Februar | Februar | Februar | Februar | Februar |
| Kw      | Mo      | Di      | Mi      | Do      | Fr      | Sa      | So      |
| ------- | ------- | ------- | ------- | ------- | ------- | ------- | ------- |
| 5       |         |         |         |         |         |         | 1       |
| 6       | 2       | 3       | 4       | 5       | 6       | 7       | 8       |
| 7       | 9       | 10      | 11      | 12      | 13      | 14      | 15      |
| 8       | 16      | 17      | 18      | 19      | 20      | 21      | 22      |
| 9       | 23      | 24      | 25      | 26      | 27      | 28      |         |

| März | März | März | März | März | März | März | März |
| Kw   | Mo   | Di   | Mi   | Do   | Fr   | Sa   | So   |
| ---- | ---- | ---- | ---- | ---- | ---- | ---- | ---- |
| 9    |      |      |      |      |      |      | 1    |
| 10   | 2    | 3    | 4    | 5    | 6    | 7    | 8    |
| 11   | 9    | 10   | 11   | 12   | 13   | 14   | 15   |
| 12   | 16   | 17   | 18   | 19   | 20   | 21   | 22   |
| 13   | 23   | 24   | 25   | 26   | 27   | 28   | 29   |
| 14   | 30   | 31   |      |      |      |      |      |

| April | April | April | April | April | April | April | April |
| Kw    | Mo    | Di    | Mi    | Do    | Fr    | Sa    | So    |
| ----- | ----- | ----- | ----- | ----- | ----- | ----- | ----- |
| 14    |       |       | 1     | 2     | 3     | 4     | 5     |
| 15    | 6     | 7     | 8     | 9     | 10    | 11    | 12    |
| 16    | 13    | 14    | 15    | 16    | 17    | 18    | 19    |
| 17    | 20    | 21    | 22    | 23    | 24    | 25    | 26    |
| 18    | 27    | 28    | 29    | 30    |       |       |       |

| Mai | Mai | Mai | Mai | Mai | Mai | Mai | Mai |
| Kw  | Mo  | Di  | Mi  | Do  | Fr  | Sa  | So  |
| --- | --- | --- | --- | --- | --- | --- | --- |
| 18  |     |     |     |     | 1   | 2   | 3   |
| 19  | 4   | 5   | 6   | 7   | 8   | 9   | 10  |
| 20  | 11  | 12  | 13  | 14  | 15  | 16  | 17  |
| 21  | 18  | 19  | 20  | 21  | 22  | 23  | 24  |
| 22  | 25  | 26  | 27  | 28  | 29  | 30  | 31  |

| Juni | Juni | Juni | Juni | Juni | Juni | Juni | Juni |
| Kw   | Mo   | Di   | Mi   | Do   | Fr   | Sa   | So   |
| ---- | ---- | ---- | ---- | ---- | ---- | ---- | ---- |
| 23   | 1    | 2    | 3    | 4    | 5    | 6    | 7    |
| 24   | 8    | 9    | 10   | 11   | 12   | 13   | 14   |
| 25   | 15   | 16   | 17   | 18   | 19   | 20   | 21   |
| 26   | 22   | 23   | 24   | 25   | 26   | 27   | 28   |
| 27   | 29   | 30   |      |      |      |      |      |

| Juli | Juli | Juli | Juli | Juli | Juli | Juli | Juli |
| Kw   | Mo   | Di   | Mi   | Do   | Fr   | Sa   | So   |
| ---- | ---- | ---- | ---- | ---- | ---- | ---- | ---- |
| 27   |      |      | 1    | 2    | 3    | 4    | 5    |
| 28   | 6    | 7    | 8    | 9    | 10   | 11   | 12   |
| 29   | 13   | 14   | 15   | 16   | 17   | 18   | 19   |
| 30   | 20   | 21   | 22   | 23   | 24   | 25   | 26   |
| 31   | 27   | 28   | 29   | 30   | 31   |      |      |

| August | August | August | August | August | August | August | August |
| Kw     | Mo     | Di     | Mi     | Do     | Fr     | Sa     | So     |
| ------ | ------ | ------ | ------ | ------ | ------ | ------ | ------ |
| 31     |        |        |        |        |        | 1      | 2      |
| 32     | 3      | 4      | 5      | 6      | 7      | 8      | 9      |
| 33     | 10     | 11     | 12     | 13     | 14     | 15     | 16     |
| 34     | 17     | 18     | 19     | 20     | 21     | 22     | 23     |
| 35     | 24     | 25     | 26     | 27     | 28     | 29     | 30     |
| 36     | 31     |        |        |        |        |        |        |

| September | September | September | September | September | September | September | September |
| Kw        | Mo        | Di        | Mi        | Do        | Fr        | Sa        | So        |
| --------- | --------- | --------- | --------- | --------- | --------- | --------- | --------- |
| 36        |           | 1         | 2         | 3         | 4         | 5         | 6         |
| 37        | 7         | 8         | 9         | 10        | 11        | 12        | 13        |
| 38        | 14        | 15        | 16        | 17        | 18        | 19        | 20        |
| 39        | 21        | 22        | 23        | 24        | 25        | 26        | 27        |
| 40        | 28        | 29        | 30        |           |           |           |           |

| Oktober | Oktober | Oktober | Oktober | Oktober | Oktober | Oktober | Oktober |
| Kw      | Mo      | Di      | Mi      | Do      | Fr      | Sa      | So      |
| ------- | ------- | ------- | ------- | ------- | ------- | ------- | ------- |
| 40      |         |         |         | 1       | 2       | 3       | 4       |
| 41      | 5       | 6       | 7       | 8       | 9       | 10      | 11      |
| 42      | 12      | 13      | 14      | 15      | 16      | 17      | 18      |
| 43      | 19      | 20      | 21      | 22      | 23      | 24      | 25      |
| 44      | 26      | 27      | 28      | 29      | 30      | 31      |         |

| November | November | November | November | November | November | November | November |
| Kw       | Mo       | Di       | Mi       | Do       | Fr       | Sa       | So       |
| -------- | -------- | -------- | -------- | -------- | -------- | -------- | -------- |
| 44       |          |          |          |          |          |          | 1        |
| 45       | 2        | 3        | 4        | 5        | 6        | 7        | 8        |
| 46       | 9        | 10       | 11       | 12       | 13       | 14       | 15       |
| 47       | 16       | 17       | 18       | 19       | 20       | 21       | 22       |
| 48       | 23       | 24       | 25       | 26       | 27       | 28       | 29       |
| 49       | 30       |          |          |          |          |          |          |

| Dezember | Dezember | Dezember | Dezember | Dezember | Dezember | Dezember | Dezember |
| Kw       | Mo       | Di       | Mi       | Do       | Fr       | Sa       | So       |
| -------- | -------- | -------- | -------- | -------- | -------- | -------- | -------- |
| 49       |          | 1        | 2        | 3        | 4        | 5        | 6        |
| 50       | 7        | 8        | 9        | 10       | 11       | 12       | 13       |
| 51       | 14       | 15       | 16       | 17       | 18       | 19       | 20       |
| 52       | 21       | 22       | 23       | 24       | 25       | 26       | 27       |
| 53       | 28       | 29       | 30       | 31       |          |          |          |

| Januar | Januar | Januar | Januar | Januar | Januar | Januar | Januar |
| Kw     | Mo     | Di     | Mi     | Do     | Fr     | Sa     | So     |
| ------ | ------ | ------ | ------ | ------ | ------ | ------ | ------ |
| 1      |        |        |        | 1      | 2      | 3      | 4      |
| 2      | 5      | 6      | 7      | 8      | 9      | 10     | 11     |
| 3      | 12     | 13     | 14     | 15     | 16     | 17     | 18     |
| 4      | 19     | 20     | 21     | 22     | 23     | 24     | 25     |
| 5      | 26     | 27     | 28     | 29     | 30     | 31     |        |

| Februar | Februar | Februar | Februar | Februar | Februar | Februar | Februar |
| Kw      | Mo      | Di      | Mi      | Do      | Fr      | Sa      | So      |
| ------- | ------- | ------- | ------- | ------- | ------- | ------- | ------- |
| 5       |         |         |         |         |         |         | 1       |
| 6       | 2       | 3       | 4       | 5       | 6       | 7       | 8       |
| 7       | 9       | 10      | 11      | 12      | 13      | 14      | 15      |
| 8       | 16      | 17      | 18      | 19      | 20      | 21      | 22      |
| 9       | 23      | 24      | 25      | 26      | 27      | 28      |         |

| März | März | März | März | März | März | März | März |
| Kw   | Mo   | Di   | Mi   | Do   | Fr   | Sa   | So   |
| ---- | ---- | ---- | ---- | ---- | ---- | ---- | ---- |
| 9    |      |      |      |      |      |      | 1    |
| 10   | 2    | 3    | 4    | 5    | 6    | 7    | 8    |
| 11   | 9    | 10   | 11   | 12   | 13   | 14   | 15   |
| 12   | 16   | 17   | 18   | 19   | 20   | 21   | 22   |
| 13   | 23   | 24   | 25   | 26   | 27   | 28   | 29   |
| 14   | 30   | 31   |      |      |      |      |      |

| April | April | April | April | April | April | April | April |
| Kw    | Mo    | Di    | Mi    | Do    | Fr    | Sa    | So    |
| ----- | ----- | ----- | ----- | ----- | ----- | ----- | ----- |
| 14    |       |       | 1     | 2     | 3     | 4     | 5     |
| 15    | 6     | 7     | 8     | 9     | 10    | 11    | 12    |
| 16    | 13    | 14    | 15    | 16    | 17    | 18    | 19    |
| 17    | 20    | 21    | 22    | 23    | 24    | 25    | 26    |
| 18    | 27    | 28    | 29    | 30    |       |       |       |

| Mai | Mai | Mai | Mai | Mai | Mai | Mai | Mai |
| Kw  | Mo  | Di  | Mi  | Do  | Fr  | Sa  | So  |
| --- | --- | --- | --- | --- | --- | --- | --- |
| 18  |     |     |     |     | 1   | 2   | 3   |
| 19  | 4   | 5   | 6   | 7   | 8   | 9   | 10  |
| 20  | 11  | 12  | 13  | 14  | 15  | 16  | 17  |
| 21  | 18  | 19  | 20  | 21  | 22  | 23  | 24  |
| 22  | 25  | 26  | 27  | 28  | 29  | 30  | 31  |

| Juni | Juni | Juni | Juni | Juni | Juni | Juni | Juni |
| Kw   | Mo   | Di   | Mi   | Do   | Fr   | Sa   | So   |
| ---- | ---- | ---- | ---- | ---- | ---- | ---- | ---- |
| 23   | 1    | 2    | 3    | 4    | 5    | 6    | 7    |
| 24   | 8    | 9    | 10   | 11   | 12   | 13   | 14   |
| 25   | 15   | 16   | 17   | 18   | 19   | 20   | 21   |
| 26   | 22   | 23   | 24   | 25   | 26   | 27   | 28   |
| 27   | 29   | 30   |      |      |      |      |      |

| Juli | Juli | Juli | Juli | Juli | Juli | Juli | Juli |
| Kw   | Mo   | Di   | Mi   | Do   | Fr   | Sa   | So   |
| ---- | ---- | ---- | ---- | ---- | ---- | ---- | ---- |
| 27   |      |      | 1    | 2    | 3    | 4    | 5    |
| 28   | 6    | 7    | 8    | 9    | 10   | 11   | 12   |
| 29   | 13   | 14   | 15   | 16   | 17   | 18   | 19   |
| 30   | 20   | 21   | 22   | 23   | 24   | 25   | 26   |
| 31   | 27   | 28   | 29   | 30   | 31   |      |      |

| August | August | August | August | August | August | August | August |
| Kw     | Mo     | Di     | Mi     | Do     | Fr     | Sa     | So     |
| ------ | ------ | ------ | ------ | ------ | ------ | ------ | ------ |
| 31     |        |        |        |        |        | 1      | 2      |
| 32     | 3      | 4      | 5      | 6      | 7      | 8      | 9      |
| 33     | 10     | 11     | 12     | 13     | 14     | 15     | 16     |
| 34     | 17     | 18     | 19     | 20     | 21     | 22     | 23     |
| 35     | 24     | 25     | 26     | 27     | 28     | 29     | 30     |
| 36     | 31     |        |        |        |        |        |        |

| September | September | September | September | September | September | September | September |
| Kw        | Mo        | Di        | Mi        | Do        | Fr        | Sa        | So        |
| --------- | --------- | --------- | --------- | --------- | --------- | --------- | --------- |
| 36        |           | 1         | 2         | 3         | 4         | 5         | 6         |
| 37        | 7         | 8         | 9         | 10        | 11        | 12        | 13        |
| 38        | 14        | 15        | 16        | 17        | 18        | 19        | 20        |
| 39        | 21        | 22        | 23        | 24        | 25        | 26        | 27        |
| 40        | 28        | 29        | 30        |           |           |           |           |

| Oktober | Oktober | Oktober | Oktober | Oktober | Oktober | Oktober | Oktober |
| Kw      | Mo      | Di      | Mi      | Do      | Fr      | Sa      | So      |
| ------- | ------- | ------- | ------- | ------- | ------- | ------- | ------- |
| 40      |         |         |         | 1       | 2       | 3       | 4       |
| 41      | 5       | 6       | 7       | 8       | 9       | 10      | 11      |
| 42      | 12      | 13      | 14      | 15      | 16      | 17      | 18      |
| 43      | 19      | 20      | 21      | 22      | 23      | 24      | 25      |
| 44      | 26      | 27      | 28      | 29      | 30      | 31      |         |

| November | November | November | November | November | November | November | November |
| Kw       | Mo       | Di       | Mi       | Do       | Fr       | Sa       | So       |
| -------- | -------- | -------- | -------- | -------- | -------- | -------- | -------- |
| 44       |          |          |          |          |          |          | 1        |
| 45       | 2        | 3        | 4        | 5        | 6        | 7        | 8        |
| 46       | 9        | 10       | 11       | 12       | 13       | 14       | 15       |
| 47       | 16       | 17       | 18       | 19       | 20       | 21       | 22       |
| 48       | 23       | 24       | 25       | 26       | 27       | 28       | 29       |
| 49       | 30       |          |          |          |          |          |          |

| Dezember | Dezember | Dezember | Dezember | Dezember | Dezember | Dezember | Dezember |
| Kw       | Mo       | Di       | Mi       | Do       | Fr       | Sa       | So       |
| -------- | -------- | -------- | -------- | -------- | -------- | -------- | -------- |
| 49       |          | 1        | 2        | 3        | 4        | 5        | 6        |
| 50       | 7        | 8        | 9        | 10       | 11       | 12       | 13       |
| 51       | 14       | 15       | 16       | 17       | 18       | 19       | 20       |
| 52       | 21       | 22       | 23       | 24       | 25       | 26       | 27       |
| 53       | 28       | 29       | 30       | 31       |          |          |          |

## Ereignisse

### Politik und Weltgeschehen

#### Afrika
- 17. Januar: In der Schlacht von Abu Klea im Sudan besiegt eine britische Armee die Anhänger des Mahdi Muhammad Ahmad.
- 26. Januar: Die Mahdisten erobern die Hauptstadt Khartum, wobei Gouverneur Gordon Pascha getötet wird. Damit endet die türkisch-ägyptische Herrschaft im Sudan.
- 26. Februar: In Berlin wird die Kongoakte von der endenden Kongokonferenz verabschiedet.

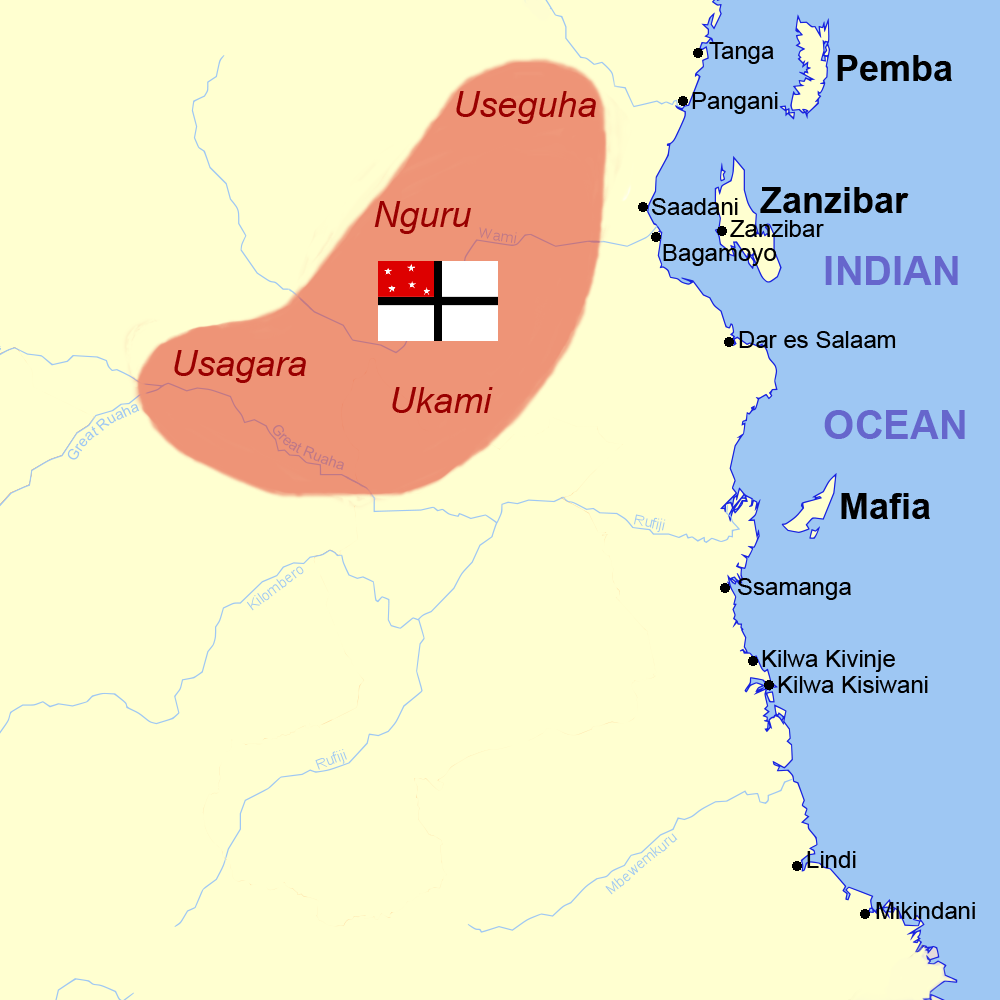
Gebiet der GfdK und die Küste des späteren Deutsch-Ostafrika, 1885

- 27. Februar: Die Gebietsansprüche der Gesellschaft für deutsche Kolonisation (GfdK) im heutigen Tansania, später Deutsch-Ostafrika, werden unter den Schutz des Deutschen Reiches gestellt.
- 11. März: Gustav Nachtigal, Reichskommissar für Westafrika, stellt das Mahinland im späteren Nigeria unter deutschen Schutz.
- 20. Juni: Emil Nagel schließt einen Vertrag mit Herrschern des Pondolandes in Südafrika, um es zur deutschen Kolonie zu machen – der Versuch scheitert an britischen Kolonisationsbestrebungen.
- 30. September: Betschuanaland auf dem Gebiet des heutigen Botswana wird britisches Protektorat, dem auch Stellaland eingegliedert wird.

#### Vereinigte Staaten von Amerika
- 4. März: Amtseinführung von Grover Cleveland als 22. US-Präsident. Er löst Chester A. Arthur ab.

#### Kanada

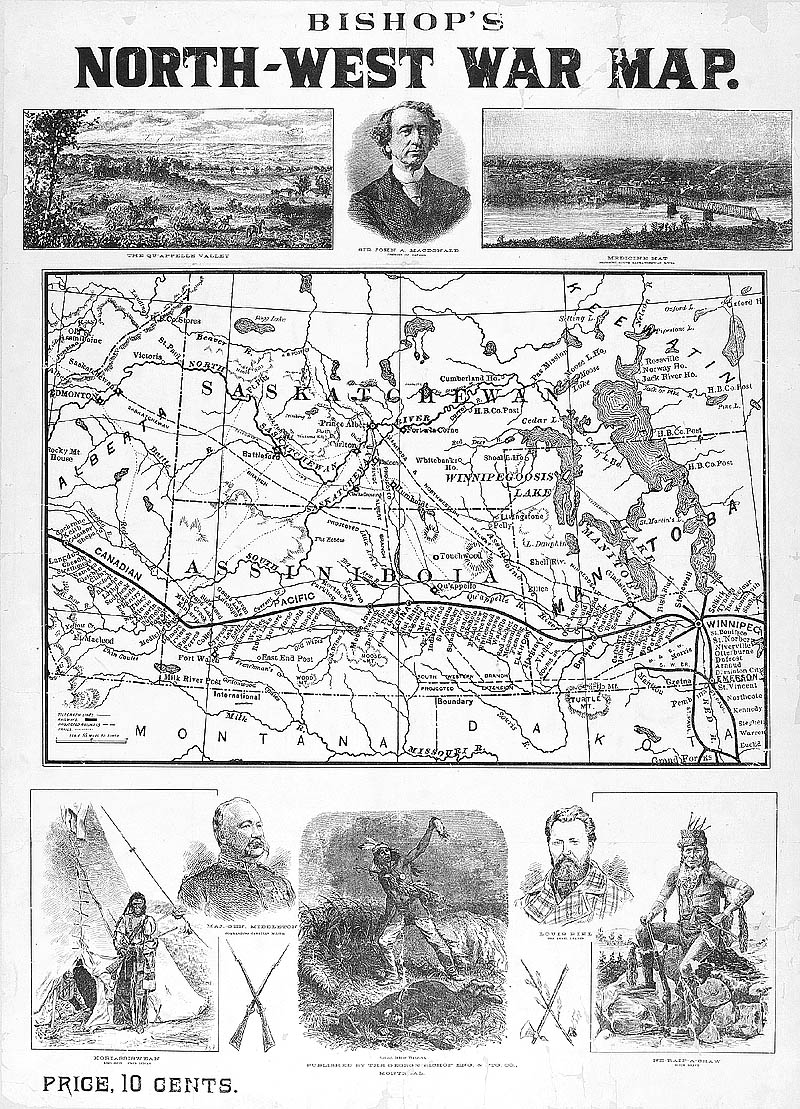
Plakat mit Karte des Kriegsschauplatzes

- In der kanadischen Provinz Saskatchewan beginnt die Nordwest-Rebellion, ein Aufstand der Métis und lokaler indigener Stämme vom Stamm der Cree- und Assiniboine gegen die Kanadische Regierung. Französische Métis unter der Führung von Gabriel Dumont, Louis Riel und Honoré Jackson gründen in Batoche die Provisorische Regierung Saskatchewans, der sich aber die meisten Indianer und Anglo-Métis nicht unterordnen.
- Am 26. März rücken die ersten regionalen Truppen unter Leif Crozier von Fort Carlton in Richtung Batoche aus, werden am Duck Lake aber zurückgeschlagen. Am Tag darauf trifft General Frederick Dobson Middleton in Winnipeg ein und beschließt mit Edgar Dewdney, dem Gouverneur der Nordwest-Territorien, zu denen das heutige Saskatchewan damals noch gehört, sich vorrangig der Festnahme oder Beseitigung Riels zu widmen, da sie ihm verheerenden Einfluss in der Rebellion zumessen.
- 2. April: Beim Frog-Lake-Massaker werden neun Siedler von Cree-Kriegern unter der Führung von Wandering Spirit gegen den Willen von Häuptling Big Bear in einer Kirche erschossen, drei Männer werden als Geiseln genommen.

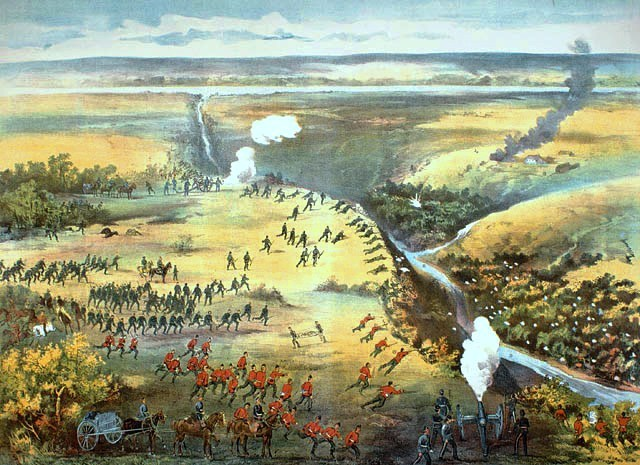
Die Schlacht am Fish Creek

- 24. April: Die Aufständischen erringen mit geringen eigenen Verlusten einen Sieg in der Schlacht am Fish Creek.
- 2. Mai: In der Schlacht am Cut Knife gelingt den Assiniboine und Cree unter den Häuptlingen Fine Day und Poundmaker ein Sieg gegen die kanadische Armee.

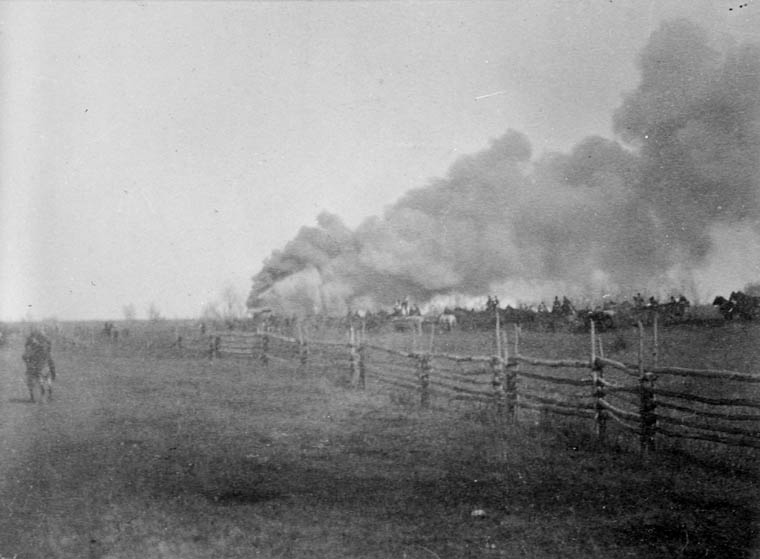
Die Schlacht von Batoche beginnt

- 9. Mai: In der Schlacht von Batoche siegen die kanadischen Einheiten unter General Middleton entscheidend. Gabriel Dumont flüchtet in die USA, wo er als politischer Flüchtling anerkannt wird, Louis Riel ergibt sich am 15. Mai.
- In der Zwischenzeit hat Big Bear mit seinen Leuten und den Geiseln vom Frog Lake Massaker das von den Mounties verlassene Fort Pitt der North-West Mounted Police niedergebrannt. Die darauf folgende Schlacht am Frenchman’s Butt bei Fort Pitt am 29. Mai endet unentschieden. In den Wochen darauf ergeben sich die Indianer nacheinander, zuletzt Big Bear am 2. Juli, womit die Rebellion endgültig beendet ist.

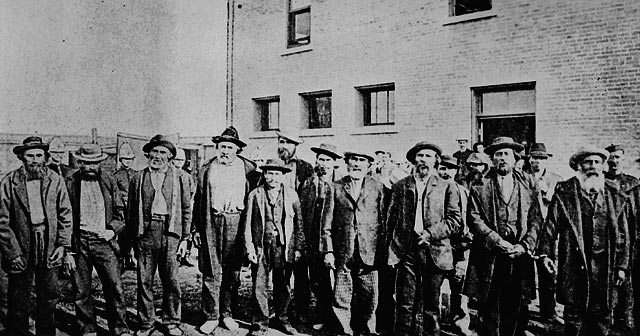
Gefangene Métis und Indianer nach der Nordwest-Rebellion

- Louis Riel wird vor Gericht gestellt, wegen Hochverrats verurteilt und am 16. November hingerichtet. Poundmaker und Big Bear werden zu Gefängnisstrafen verurteilt, acht andere Indianer, unter ihnen Wandering Spirit, jedoch zum Tode. Das Todesurteil wird am 27. November vollstreckt.
- Die Canadian Pacific Railway, die dem kanadischen Militär zu einer größeren Mobilität verholfen hat, wird mit neuen günstigen Krediten von der Regierung belohnt. Im elben Jahr noch kann sie die Trasse von Osten bis nach Vancouver in British Columbia fertigstellen.

#### Ozeanien
- 17. Mai: Kaiser Wilhelm I. stellt der deutschen Neuguinea-Kompanie einen Schutzbrief aus und überträgt ihr damit die Hoheitsrechte über Kaiser-Wilhelms-Land in Nordost-Neuguinea und den Bismarck-Archipel. Später entsteht hieraus die Kolonie Deutsch-Neu-Guinea.
- 15. Oktober: Die Marshallinseln erhalten den Status eines Deutschen Schutzgebietes.
- 22. Oktober: Im Streit zwischen Deutschland und Spanien um die Oberhoheit über die Karolinen entscheidet der einvernehmlich als Schiedsrichter fungierende Papst Leo XIII. zu Gunsten Spaniens.
- 5. November: Der Ort Finschhafen auf Neuguinea wird gegründet, Verwaltungszentrum der deutschen Kolonie Kaiser-Wilhelms-Land.

#### Europa
- 1. Januar: Karl Schenk wird zum fünften Mal Bundespräsident der Schweiz.
- 11. März: In Österreich-Ungarn werden gesetzliche Arbeitsregelungen erlassen. Die maximale Arbeitszeit wird auf elf Stunden festgelegt. Verboten sind Nachtarbeit für Frauen und Jugendliche sowie Kinderarbeit.
- Juni: In der cisleithanischen Hälfte Österreich-Ungarns finden die Reichsratswahlen statt.
- 17. September: Der osmanische Generalgouverneur von Ostrumelien, Gavril Pascha, wird durch einen Offiziersputsch gestürzt. Das Land erklärt die sofortige Vereinigung mit dem Fürstentum Bulgarien unter Fürst Alexander von Battenberg.

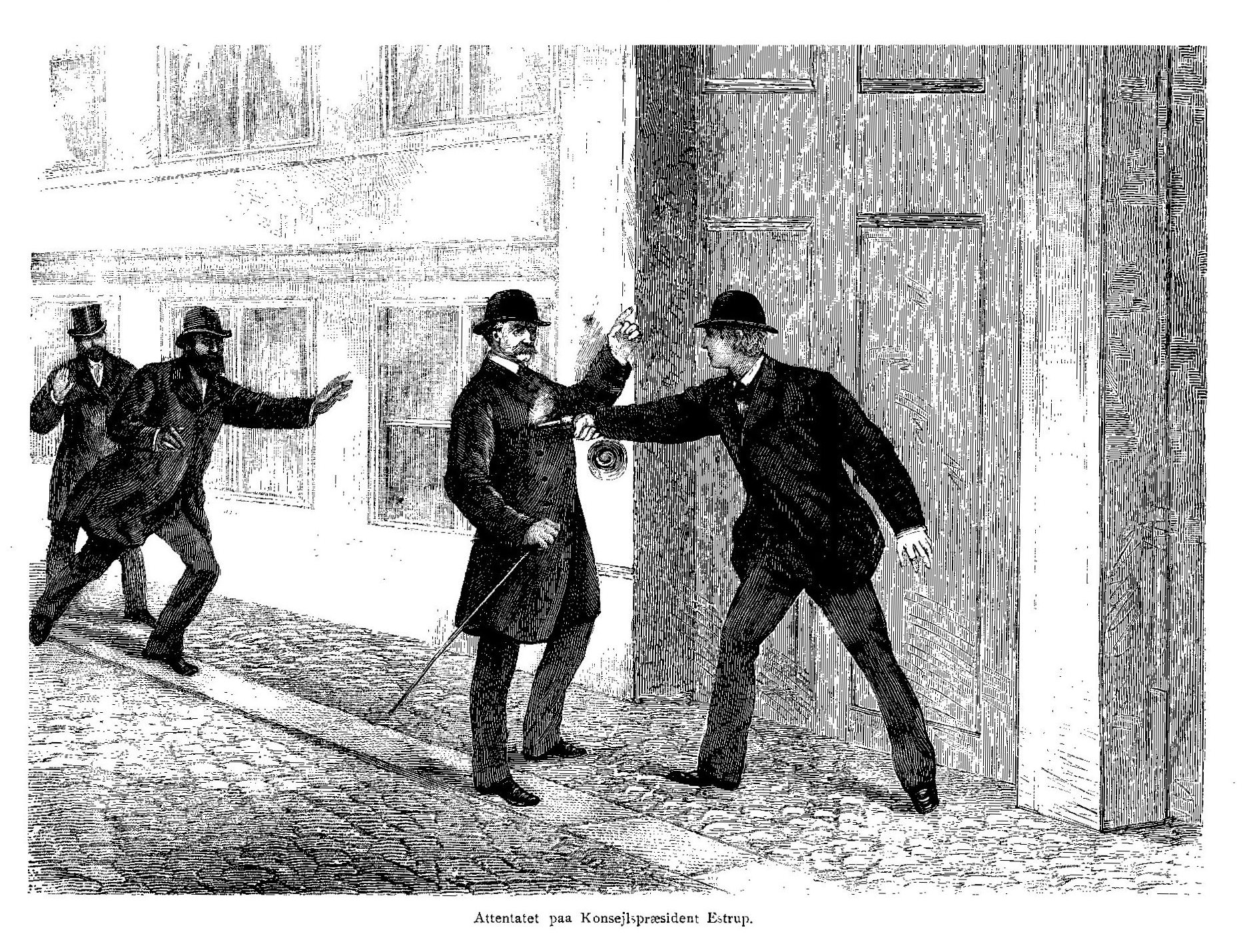
Attentat auf den Politiker Estrup

- 21. Oktober: Ein mit einer Pistole durchgeführtes Attentat auf den dänischen Premierminister Jacob Brønnum Scavenius Estrup scheitert in Kopenhagen. Die erste von Julius Rasmussen abgefeuerte Kugel prallt an einem Knopf ab, der zweite Schuss verfehlt den Politiker.

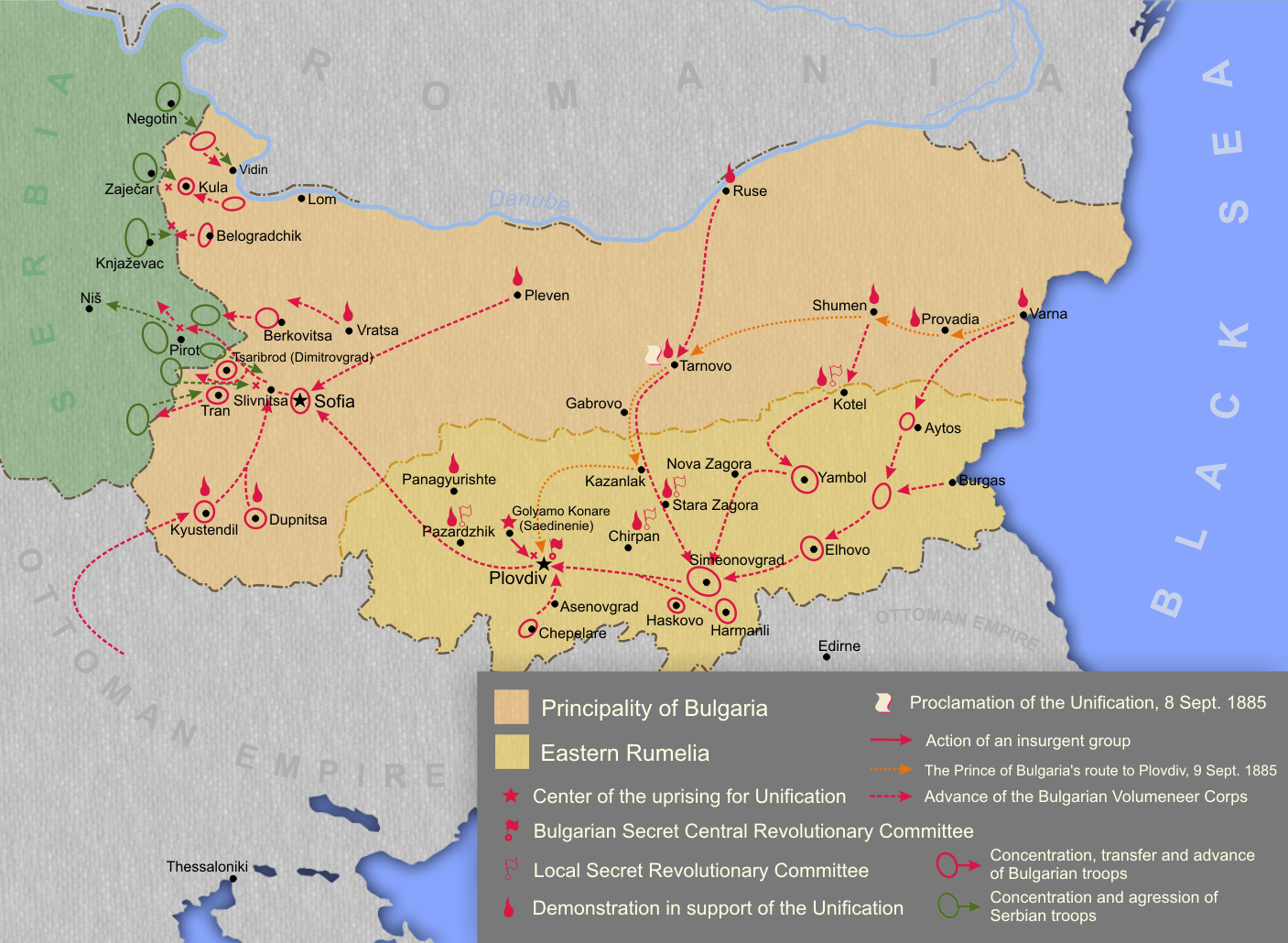
Die Vereinigung Bulgariens und der Serbisch-Bulgarische Krieg

- 13. November: Der serbische König Milan Obrenović erklärt dem Fürstentum Bulgarien wegen dessen Vereinigung mit Ostrumelien den Krieg. Er kann sich auf die Duldung des Waffengangs durch Österreich-Ungarn verlassen.
- 19. November: Die Schlacht bei Sliwniza im Serbisch-Bulgarischen Krieg endet mit einem Sieg der Bulgaren.
- 25. November: Nach dem Tod des spanischen Königs Alfons XII. wechselt die Regentschaft auf seine schwangere Ehefrau Maria Christina von Österreich. Die Königin bleibt im Amt, bis 1902 ihr gemeinsamer Sohn Alfons die Macht übernehmen kann.
- 28. November: Die Schlacht von Pirot im Serbisch-Bulgarischen Krieg endet mit einem Sieg der Bulgaren.

#### Asien
- 4. April: Trotz des Waffenstillstandsabkommens im Chinesisch-Französischen Krieg kommt es am 14. April noch einmal zu Kampfhandlungen zwischen den beiden Armeen.
- 18. April: China und Japan schließen den Vertrag von Tientsin.
- 28. November: Im Dritten Anglo-Birmanischen Krieg erobern die Briten die Stadt Mandalay und nehmen König Thibaw in Gefangenschaft.
- 22. Dezember: Itō Hirobumi, ein Samurai, wird erster Premierminister in Japan.
- 28. Dezember: In Bombay findet die Gründungsversammlung der indischen Kongresspartei statt.
- In Indien wird der Indische Nationalkongress in Pune von Hindus und Moslems gemeinsam gegründet.

### Wirtschaft

#### Weltausstellung
- 12. Weltausstellung in Antwerpen, Belgien

#### Geldwirtschaft
- 18. Mai: Die Bank of Japan gibt ihre ersten Banknoten aus.

#### Patente
- 15. Januar: Das kaiserliche Patentamt veröffentlicht das an Paul Nipkow rückwirkend erteilte Patent über die nach dem Erfinder benannte Nipkow-Scheibe. Auf ihr basiert das entstehende mechanische Fernsehen.
- 20. Januar: Der US-Bürger LaMarcus Adna Thompson lässt die erste realisierte Achterbahn patentieren.

Starleys Niederrad mit Kettenantrieb

- 30. Januar: Das Niederrad mit Kettenantrieb des Engländers John Kemp Starley wird patentiert.
- 3. April: Gottlieb Daimler erhält ein Patent auf den von ihm und dem Miterfinder Wilhelm Maybach „Standuhr“ getauften Viertaktmotor.
- 5. Mai: Für die Erfindung des Rollfilms erhält George Eastman ein US-Patent.
- 29. August: Gottlieb Daimler erhält ein Patent auf seinen „Reitwagen“, den Prototyp für das Motorrad. Er entwickelte das Fahrzeug mit seitlichen Stützrädern zusammen mit Wilhelm Maybach.
- 23. September: Der österreichische Chemiker Carl Auer von Welsbach patentiert den Glühstrumpf in Deutschland unter dem Namen Auer-Glühstrumpf.

#### Unternehmensgründungen
- 26. Februar: Der spätere Fahrzeughersteller Wanderer wird als Chemnitzer Velociped-Depôt Winklhofer & Jaenicke gegründet.
- 3. März: Die American Telephone & Telegraph Corporation (AT&T) wird gegründet.
- 23. April: Honeywell wird von Albert Butz, Sohn Schweizer Einwanderer, als Butz Thermo-Electric Regulator Co. in Minneapolis gegründet.
- 15. August: Die Centralstation Markgrafenstraße, das erste Wärmekraftwerk Deutschlands, das Strom in ein Verteilnetz abgab und diesen an mehrere Kunden verkauft, nimmt den Betrieb auf.
- 4. September: In New York City wird eine Cafeteria als weltweit erstes Selbstbedienungsrestaurant geöffnet.
- Albert Boehringer gründet in Ingelheim eine Chemiefabrik und legt damit den Grundstein für das Unternehmen Boehringer Ingelheim.
- Pastor Friedrich von Bodelschwingh gründet in Bielefeld die erste Bausparkasse in Deutschland.

#### Sonstiges
- 7. Januar: Die Buchdrucker gründen als erste Berufsgruppe eine Berufsgenossenschaft, die im Jahr 1949 in der gebildeten Berufsgenossenschaft Druck und Papierverarbeitung aufgeht.
- 7. Februar: Der Geestemünder Fischgroßhändler Friedrich Busse stellt in seinem Unternehmen den ersten deutschen Fischdampfer Sagitta in Dienst, der bald zum Trawler ausgerüstet wird. Mit dessen Fängen setzt die deutsche Hochseefischerei ein.

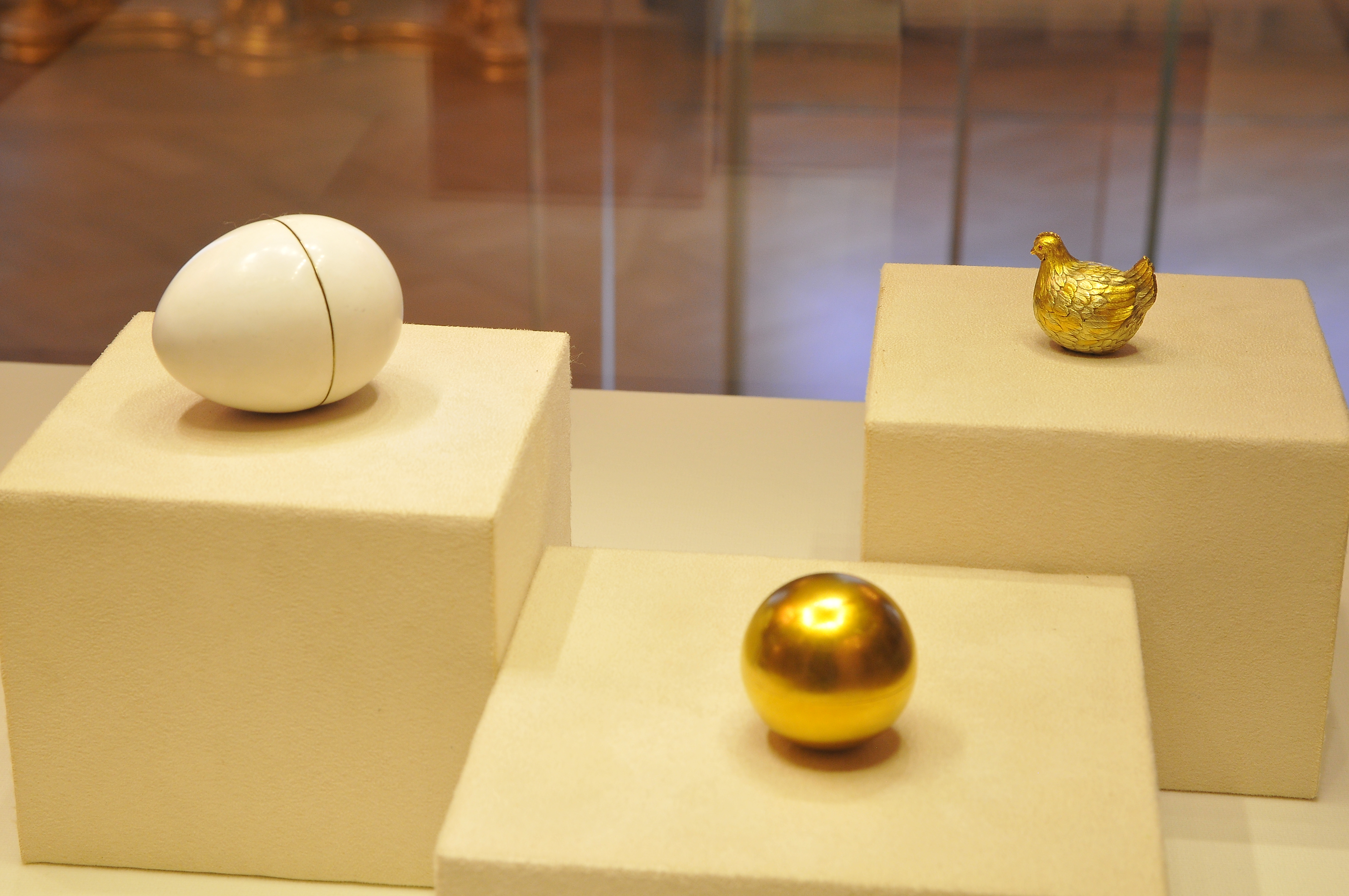
Das Hennen-Ei und sein Inhalt

- vor Ostern: Hofschmied Peter Carl Fabergé fertigt im Auftrag des russischen Kaisers Alexander III. für dessen Gattin Maria Fjodorowna das erste Fabergé-Ei. Das Hennen-Ei sieht mit seiner weiß emaillierten Eierschale einem echten Ei sehr ähnlich. Die erste Überraschung ist der im Inneren befindliche Dotter aus Gold, der sich wiederum öffnen lässt und eine Henne offenbart, hergestellt aus Vierfarbgold, verziert mit Rubin-Augen. Darin liegt eine kleine Zarenkrone, an der zwei Rubin-Eier hängen.
- 9. Juli: Die 1660 Meter lange Pferdebahn, später als Inselbahn Spiekeroog bekannt, wird auf der ostfriesischen Insel Spiekeroog eröffnet.
- 1. Oktober: In Deutschland tritt das Unfallversicherungsgesetz in Kraft. Auf seiner Grundlage nehmen die Berufsgenossenschaften ihre Arbeit auf.

### Wissenschaft und Technik

#### Biologie und Medizin
- 4. Januar: In den USA führt Doktor William W. Grant die erste Blinddarmoperation bei der erkrankten Mary Gartside durch.

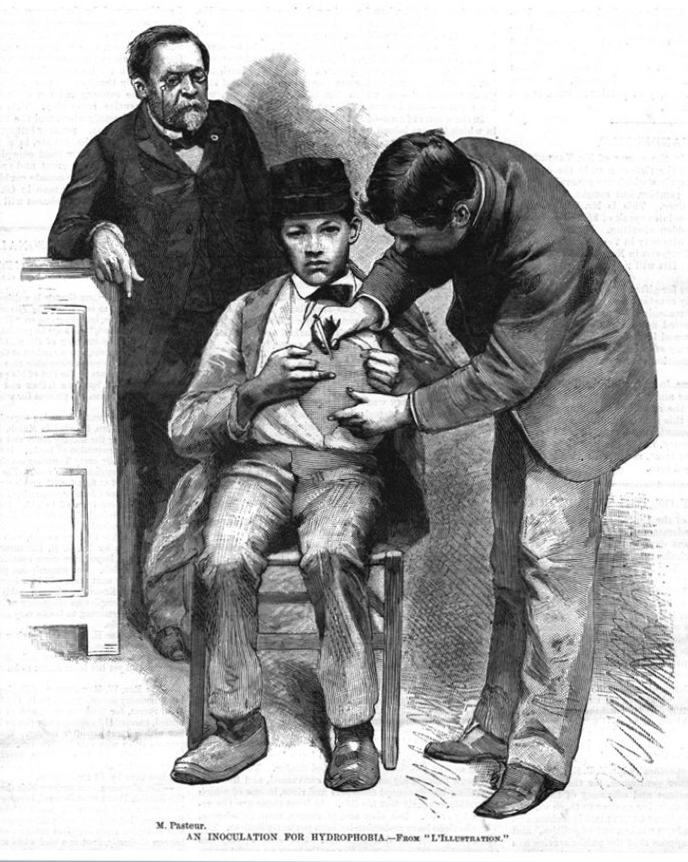
Joseph Meister bekommt die Impfung gegen Tollwut

- 6. Juli: Louis Pasteur verabreicht die ersten Schutzimpfungen gegen die Tollwut. Dem von einem tollwütigen Hund gebissenen Joseph Meister rettet die Impfung das Leben.
- 14. Oktober: Johannes Ranke gründet in München die Prähistorische Sammlung (heute: Archäologische Staatssammlung).
- Der deutsch-österreichische Kinderarzt und Bakteriologe Theodor Escherich entdeckt das Darmbakterium Escherichia coli. Zunächst nennt er es „Bacterium coli commune“, 1919 wird es zu seinen Ehren als Escherichia coli benannt.

#### Chemie und Physik
- Ernst Mach macht Schallwellen sichtbar.
- Johann Jakob Balmer veröffentlicht seine empirische Formel zu den möglichen Frequenzen des Wasserstoffspektrums (in: Annalen der Physik und Chemie N. F. 25 (1885), 80–87), (siehe Balmer-Serie).

#### Meteorologie und Astronomie
- 1. Februar: Das Meteorological Observatory auf dem Great Blue Hill bei Boston, heute die älteste Wetterstation in den USA, nimmt seinen Betrieb auf.
- 19. August: Der irische Amateurastronom Isaac Ward entdeckt in der Andromeda-Galaxie die als S Andromedae bezeichnete Supernova; einen Tag später wird sie auch Ernst Hartwig am estnischen Tartu Observatoorium beobachten.

#### Verkehr
- 7. November: In Craigellachie (British Columbia) wird der Bau der ersten kanadischen Pazifik-Eisenbahnlinie mit der feierlichen Eröffnung abgeschlossen.
- 10. November: Erste Fahrt eines Motorrads, gebaut von Gottlieb Daimler und Wilhelm Maybach

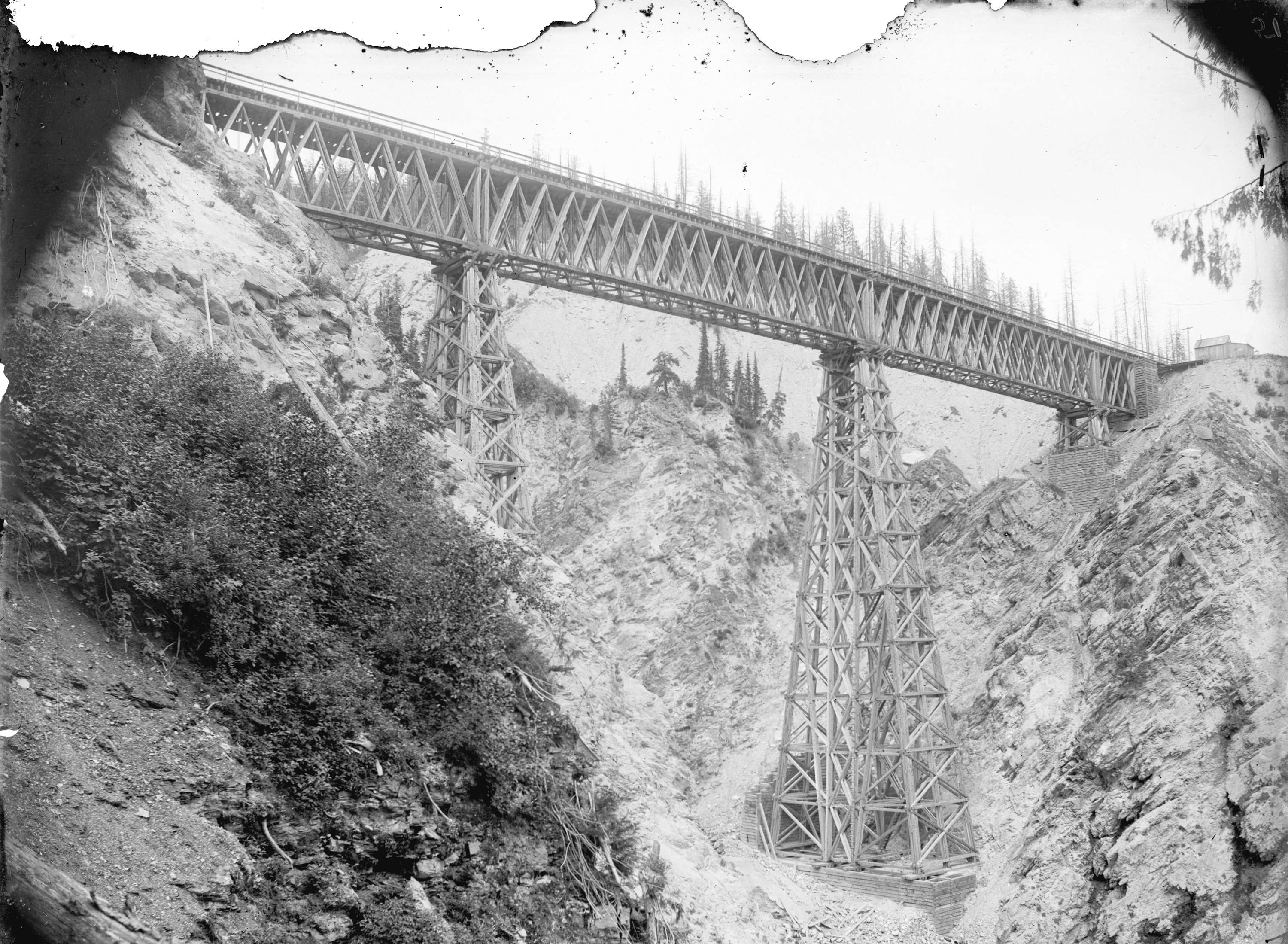
Die erste Stoney Creek Bridge

- Die Stoney Creek Bridge über den Rogers Pass in den Selkirk Mountains in British Columbia, die zu diesem Zeitpunkt höchste Holzbrücke der Welt, wird eröffnet. Sie wurde im Zuge des Baus einer kanadischen transkontinentalen Verbindung von der Canadian Pacific Railway errichtet.

#### Technische Errungenschaften
- 15. Januar: Der US-Amerikaner Wilson Bentley macht die erste Fotografie von einer Schneeflocke.
- 13. Oktober: In Atlanta wird das Georgia Institute of Technology gegründet.

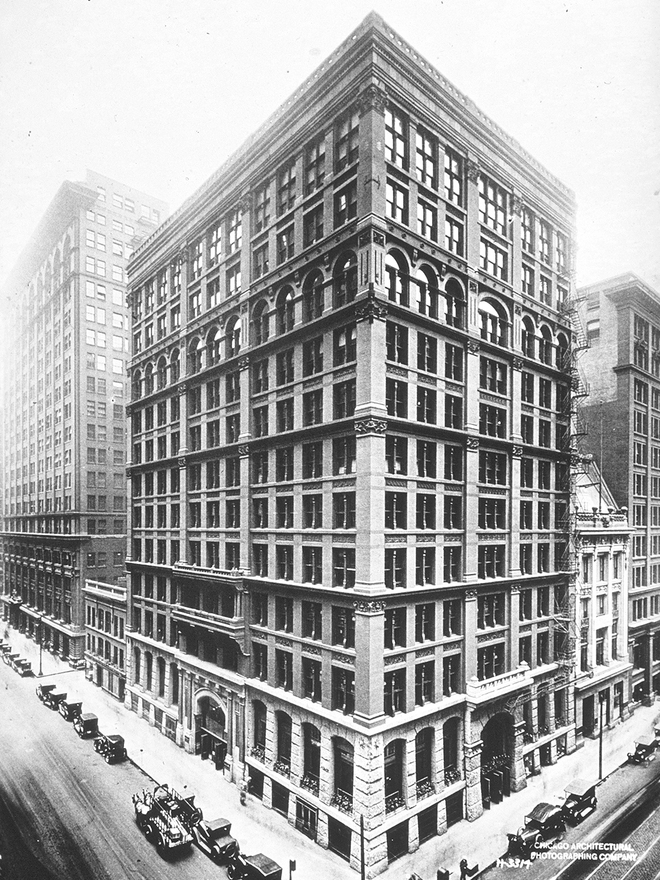
Home Insurance Building

- Das Home Insurance Building, einer der ersten „Wolkenkratzer“ der Welt, wird in Chicago fertiggestellt. Der Entwurf für das Gebäude stammt von William Le Baron Jenney.
- Hiram Maxim erfindet das Maschinengewehr.
- Erfindung des Schrägwalzverfahrens durch Reinhard und Max Mannesmann

### Kultur

#### Bildende Kunst
- 21. Februar: US-Präsident Chester A. Arthur weiht das von Robert Mills entworfene Washington Monument ein. Die Errichtung des Obelisken hat aufgrund unterschiedlicher Schwierigkeiten mehrere Jahrzehnte in Anspruch genommen.

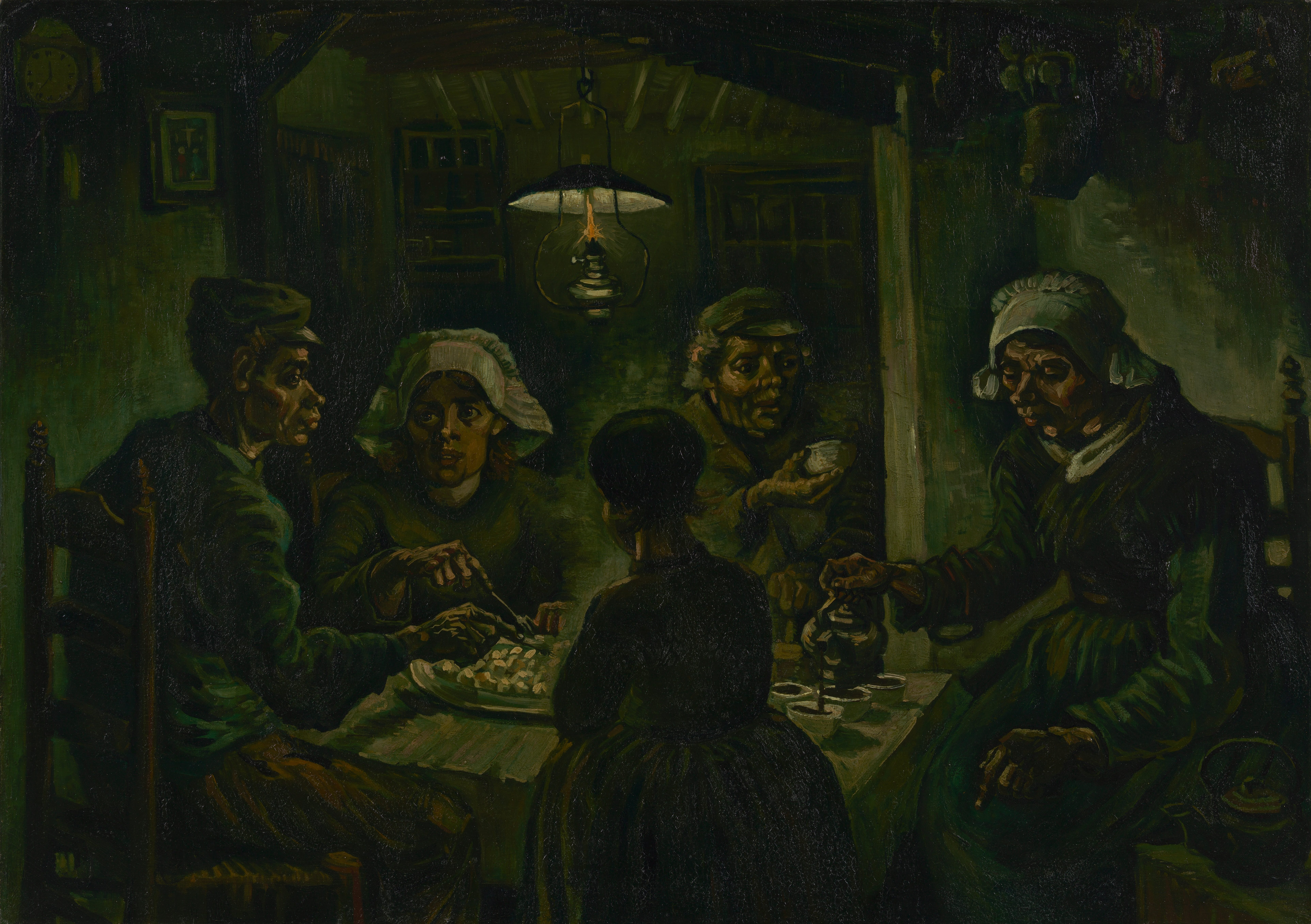
Die Kartoffelesser, Öl auf Leinwand

- April/Mai: Vincent van Gogh malt in Nuenen mit Öl auf Leinwand Die Kartoffelesser. Es ist das erste größere Werk des Künstlers, an dem er mehrere Monate lang arbeitet. Das Sujet existiert in zwei Versionen.

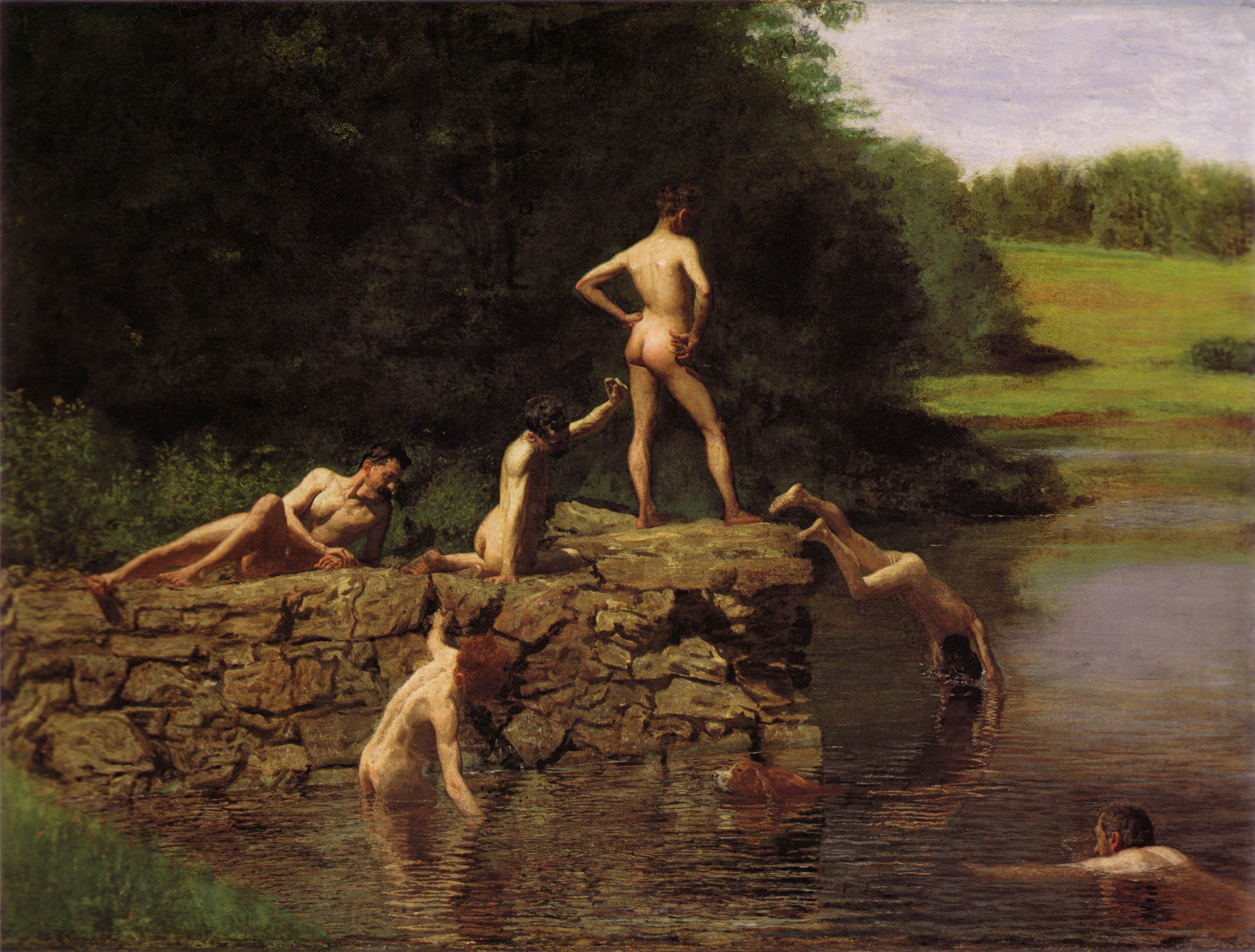
Swimming, Öl auf Leinwand

- Das 1885 entstandene Gemälde Swimming wird oft als Beleg für die Homosexualität des Künstlers Thomas Eakins gewertet.

#### Literatur

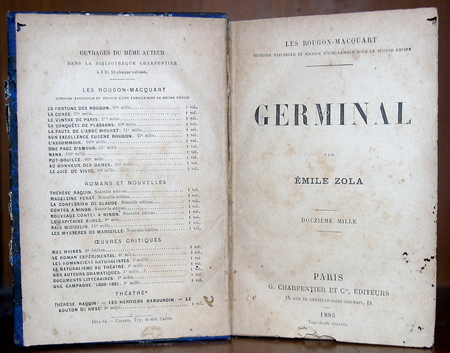
Titelseite der deutschsprachigen Ausgabe aus dem Jahre 1885

#### Musik und Theater
- 14. März: Die Uraufführung der Oper István király (König Stephan) von Ferenc Erkel findet in Budapest statt.

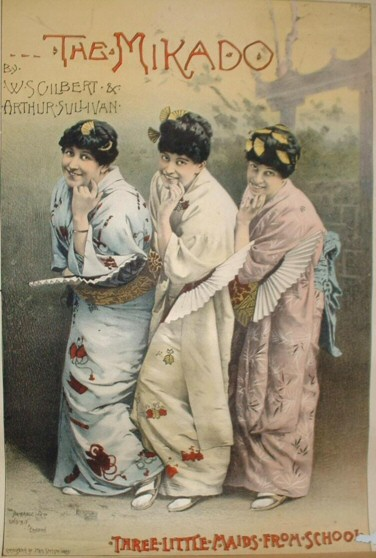
Plakat für The Mikado

- 14. März: Die satirische Operette Der Mikado von Gilbert und Sullivan wird am Londoner Savoy Theatre uraufgeführt. Das Stück erreicht 672 Aufführungen.
- 28. März: Die Uraufführung der Operette Don Cesar von Rudolf Dellinger erfolgt am Carl-Schultze-Theater in Hamburg.
- 5. April: Die Oper Noé von Georges Bizet wird zehn Jahre nach dem Tod des Komponisten in Karlsruhe uraufgeführt. Bizet hat mit dieser Oper ein unvollendetes Werk seines Schwiegervaters Fromental Halévy fertiggestellt. Das Libretto stammt von Jules-Henri Vernoy de Saint-Georges.

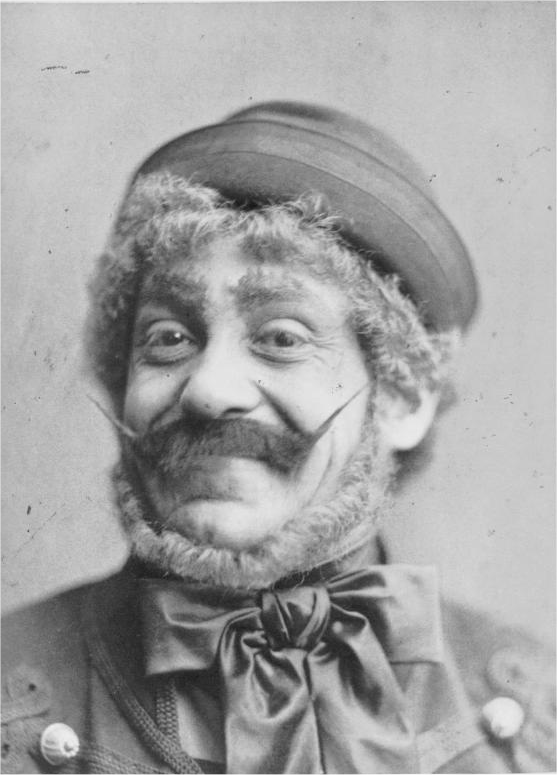
Alexander Girardi in der Uraufführung als Kálmán Zsupán

- 24. Oktober: Im Theater an der Wien wird die Operette Der Zigeunerbaron mit der Musik von Johann Strauss und nach dem Libretto von Ignaz Schnitzer basierend auf der Novelle Sáffi von Mór Jókai mit großem Erfolg uraufgeführt. Dirigent ist der Komponist, die Premierenbesetzung besteht unter anderem aus Joseph Josephi, Alexander Girardi und Ottilie Collin.
- 25. Oktober: Die 4. Sinfonie in e-Moll op. 98 von Johannes Brahms wird mit der Meininger Hofkapelle in Meiningen uraufgeführt.

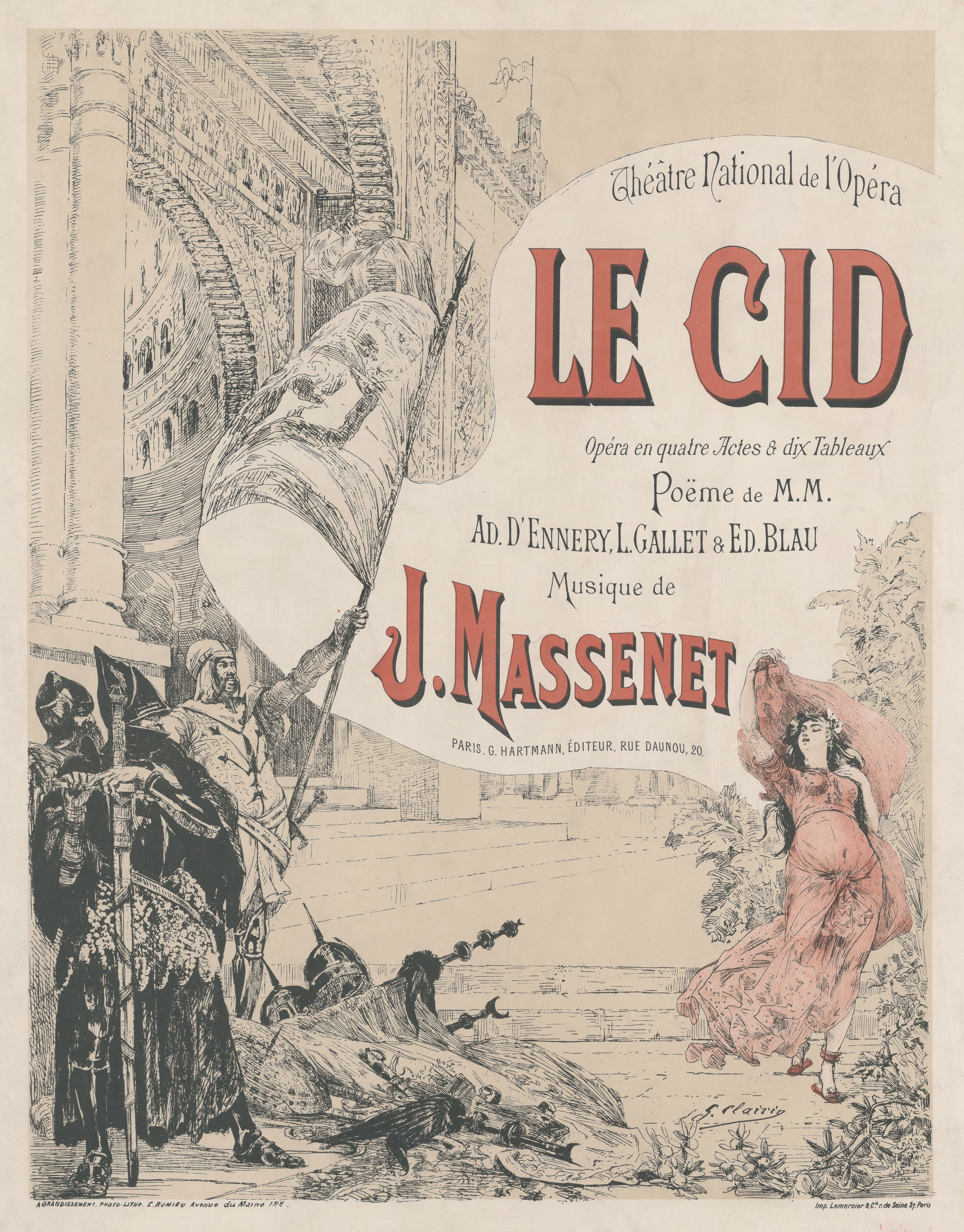
Jules Massenet: Le Cid

- 30. November: Die Uraufführung der Oper Le Cid von Jules Massenet erfolgt an der Grand Opéra Paris.

#### Kulturelle Referenzen
- Teilweise spielt der Film Zurück in die Zukunft III im Jahr 1885.

### Gesellschaft
- 5. Oktober: In Hagen in Westfalen gründet Arnold Bovet den ersten Blaukreuz-Verein in Deutschland.

### Religion

#### Christentum
- 25. März: Der italienische Priester Filippo Smaldone gründet die Ordensgemeinschaft der Salesianerinnen vom Heiligsten Herzen. Sie widmet sich der Erziehung, Betreuung und Seelsorge Gehörloser.
- 22. Dezember: Papst Leo XIII. veröffentlicht die Enzyklika Quod auctoritate.
- Philipp III. Krementz wird Erzbischof von Köln.

#### Buddhismus
- 28. April: Erstmals wird die Internationale Buddhistische Flagge anlässlich des Vesakh Tages in Colombo, Ceylon, gehisst.

### Natur und Umwelt
- 25. November: In der Provinz Alberta wird mit dem Banff-Nationalpark das erste derartige Schutzgebiet in Kanada gegründet.

### Sport
- 16. Februar: In Celerina in der Schweiz findet auf dem neu errichteten Cresta Run das erste Cresta-Rennen statt, was als Vorläufer der Sportart Skeleton gilt.
- 18. bis 21. Juli: Beim VI. Deutschen Turnfest in Dresden wird erstmals auch Faustball vorgeführt.
- Juli: Die Football Association erlaubt erstmals Profis im Fußball
- 28. August: John L. Sullivan besiegt nach den Queensberry-Regeln in Cincinnati Dominick McCaffrey in 7 Runden und wird zum ersten anerkannten Schwergewichtsweltmeister im Boxen.

## Historische Karten und Ansichten

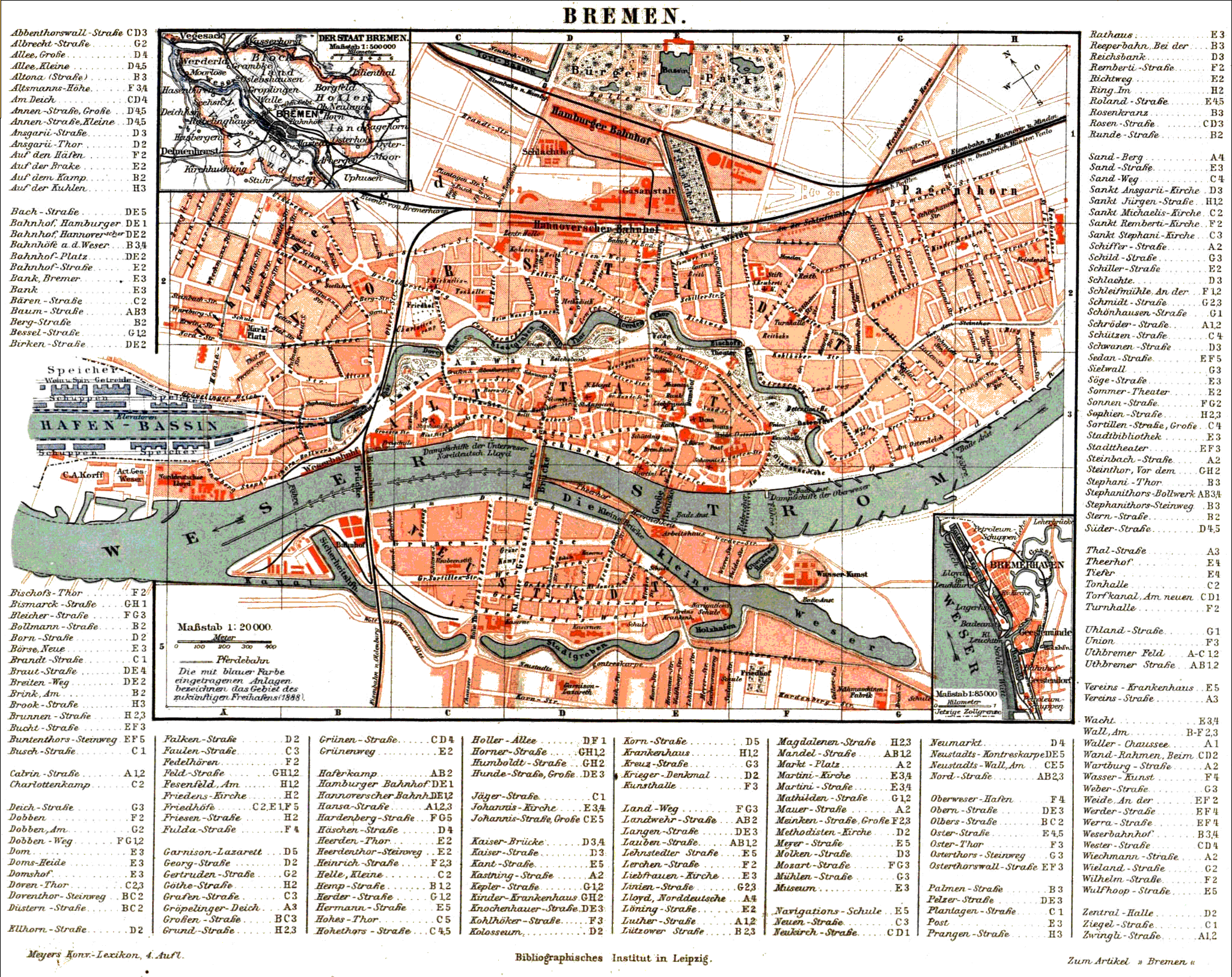
Stadtplan von Bremen 1885

## Kulturelle Referenzen
- Der 1990 erschienene Film Zurück in die Zukunft III spielt teilweise im Jahr 1885.

## Geboren

### Januar
- 01. Januar: Franz Arnholdt, deutscher Gewerkschafter, Verleger und Kommunalpolitiker († 1951)
- 02. Januar: Anna Hübler, deutsche Eiskunstläuferin († 1976)
- 02. Januar: Eddy de Neve, niederländischer Fußballspieler († 1943)
- 03. Januar: Ernest Haley, britischer Leichtathlet († 1975)
- 05. Januar: Fannie Tremblay, kanadische Schauspielerin und Komikerin († 1970)
- 07. Januar: Marcel-François Astier, französischer Politiker († 1947)
- 07. Januar: Łucjan Kamieński, polnischer Komponist und Musikwissenschaftler († 1964)
- 08. Januar: John Curtin, australischer Politiker und Premierminister († 1945)
- 08. Januar: Boris Hambourg, russischer Cellist († 1954)
- 09. Januar: Otto Hirsch, deutscher Jurist und Politiker († 1941)
- 11. Januar: Emil Abegg, Schweizer Indologe († 1962)
- 11. Januar: Paul Humbert, Schweizer evangelischer Theologe, Hochschullehrer und Bibliothekar († 1972)
- 11. Januar: Alice Paul, US-amerikanische Feministin († 1977)
- 12. Januar: Thomas Ashe, irischer Unabhängigkeitskämpfer († 1917)
- 12. Januar: Harry Benjamin, US-amerikanischer Psychologe († 1986)
- 13. Januar: Roger Boucher, französischer Organist und Komponist († 1918)
- 15. Januar: Lorenz Böhler, österreichischer Chirurg († 1973)
- 16. Januar: Władysław Raczkiewicz, polnischer Beamter und Politiker († 1947)
- 17. Januar: Willy Anker, deutscher Politiker und Widerstandskämpfer († 1960)
- 17. Januar: Nikolaus von Falkenhorst, deutscher General im Zweiten Weltkrieg († 1968)
- 17. Januar: Emmy Hennings, deutsche Schriftstellerin, Kabarettistin und Lebenskünstlerin († 1948)
- 19. Januar: James Coats Auchincloss, US-amerikanischer Politiker († 1976)
- 19. Januar: Tadeusz Nalepiński, polnischer Lyriker und Schriftsteller († 1918)
- 20. Januar: Tulio Vesprini, italienischer Automobilrennfahrer († 1951)
- 21. Januar: Duncan Grant, schottischer Maler († 1978)
- 21. Januar: André Lagache, französischer Automobilrennfahrer und erster Sieger der 24 Stunden von Le Mans 1923 († 1938)
- 21. Januar: Umberto Nobile, italienischer Luftschiffpionier († 1978)
- 22. Januar: Karl Grune, österreichischer Filmregisseur († 1962)
- 22. Januar: Eugène Christophe, französischer Radrennfahrer († 1970)
- 23. Januar: Bolesław Wallek-Walewski, polnischer Komponist, Dirigent und Musikpädagoge († 1944)
- 24. Januar: Christian Ingerslev Baastrup, dänischer Radiologe († 1950)
- 25. Januar: Kitahara Hakushū, japanischer Schriftsteller († 1942)
- 26. Januar: Hellmuth von Rabenau, deutscher Marineoffizier und Segelschulleiter († 1970)
- 27. Januar: Jerome Kern, US-amerikanischer Komponist († 1945)
- 27. Januar: Eduard Künneke, deutscher Operettenkomponist († 1953)
- 28. Januar: Fritz Linnert, deutscher Politiker († 1949)
- 30. Januar: Iuliu Hossu, rumänischer Geistlicher, Bischof von Fagaras und Kardinal († 1970)
- 30. Januar: Heribert Jone, deutscher katholischer Moraltheologe und Kirchenrechtler († 1967)
- 31. Januar: Heinrich Quiring, deutscher Geologe und Paläontologe († 1964)

### Februar
- 01. Februar: Camille Chautemps, französischer Politiker († 1963)
- 02. Februar: Michail Frunse, sowjetischer General während des Russischen Bürgerkrieges († 1925)
- 02. Februar: Gostan Zarian, armenischer Schriftsteller, Dichter und Maler († 1969)
- 06. Februar: Jo Eshuijs, niederländischer Fußballspieler († 1979)
- 07. Februar: Michael Gamper, italienischer (südtiroler) Priester und Publizist († 1956)
- 07. Februar: Harry Sinclair Lewis, US-amerikanischer Schriftsteller († 1951)
- 07. Februar: Hugo Sperrle, deutscher Generalfeldmarschall im Dritten Reich († 1953)
- 08. Februar: Aarne Michaël Tallgren, finnischer Prähistoriker († 1945)
- 09. Februar: Alban Berg, österreichischer Komponist († 1935)
- 09. Februar: Anita Rée, deutsche Malerin († 1933)
- 10. Februar: Salvatore Aurigemma, italienischer Archäologe († 1964)
- 11. Februar: Sir Sidney Solomon Abrahams, britischer Weitspringer und Sprinter († 1957)
- 12. Februar: Dmitri Michejewitsch Melkich, russischer Komponist († 1943)
- 12. Februar: Julius Streicher, NS-Politiker und Herausgeber des Stürmer († 1946)
- 17. Februar: Ernst Altstaedt, deutscher Internist († 1953)
- 17. Februar: Ignacio Antinori, italo-amerikanischer Mobster († 1940)
- 17. Februar: Romano Guardini, italienischer Philosoph und katholischer Theologe († 1968)
- 18. Februar: Henri Laurens, französischer Bildhauer und Zeichner († 1954)
- 20. Februar: Zdeňka Baldová, tschechische Schauspielerin († 1958)
- 21. Februar: Sacha Guitry, französischer Schauspieler, Filmregisseur und Dramatiker († 1957)
- 21. Februar: Georg Lippold, deutscher Archäologe († 1954)
- 23. Februar: Walter Schaub, Schweizer Politiker und Heimatkundler († 1957)
- 24. Februar: Chester W. Nimitz, Flottenadmiral der US-Marine († 1966)
- 24. Februar: Stanislaw Ignacy Witkiewicz, polnischer Maler und Schriftsteller († 1939)
- 25. Februar: Alice von Battenberg, englische Adelige, Schwiegermutter von Königin Elisabeth († 1969)
- 26. Februar: Alexandra Povòrina, russisch-deutsche Malerin der Moderne († 1963)
- 26. Februar: Aleksandras Stulginskis, litauischer Präsident († 1969)

### März
- 01. März: Lionel Atwill, US-amerikanischer Film- und Theaterschauspieler († 1946)
- 01. März: Jürgen Fehling, deutscher Theaterregisseur und Schauspieler († 1968)
- 02. März: Otto Lindpaintner, deutscher Luftfahrtpionier († 1976)
- 06. März: Rosario Bourdon, kanadischer Cellist, Dirigent, Komponist und Arrangeur († 1961)
- 06. März: Ring Lardner, US-amerikanischer Sportreporter und Schriftsteller († 1933)
- 07. März: Walerian Bierdiajew, polnischer Komponist, Dirigent und Musikpädagoge († 1956)
- 07. März: Stith Thompson, US-amerikanischer Volkskundler († 1976)
- 09. März: Bernhard Nienaber, deutscher Jurist, Verwaltungsbeamter und Kommunalpolitiker (fl. bis 1945)
- 10. März: Pierre-Jules Boulanger, französischer Manager († 1950)
- 10. März: Jēkabs Mediņš, lettischer Komponist († 1971)
- 10. März: Peter Sturmbusch, österreichischer Schriftsteller und Schauspieler († 1942)
- 11. März: Mario Albertini, italienischer Schwimmer und Ruderer († 1957)
- 11. März: Malcolm Campbell, englischer Rennsportler und Journalist († 1948)
- 11. März: Hans Leibelt, deutscher Schauspieler († 1974)
- 12. März: Erwin Haller, Schweizer Germanist († 1971)
- 16. März: Giacomo Benvenuti, italienischer Musikwissenschaftler und -herausgeber, Komponist und Organist († 1943)
- 16. März: Otto-Wilhelm Förster, deutscher General († 1966)
- 18. März: Hans Kämpfer, Schweizer Fußballspieler († 1959)
- 22. März: Wilhelm Beyer, deutscher Politiker († 1945)
- 22. März: Otto Charlet, deutscher Ruderer († 1958)
- 22. März: Adriano Lualdi, italienischer Komponist, Dirigent, Musikpädagoge und -Kritiker († 1971)
- 22. März: Eugen Fürst zu Oettingen-Wallerstein, deutscher Politiker († 1969)
- 23. März: Platt Adams, US-amerikanischer Leichtathlet und Olympiasieger († 1961)
- 25. März: Siegfried Handloser, deutscher Militär, Chef des Wehrmachtsanitätswesens († 1954)
- 26. März: Martha Angerstein, deutsche Schauspielerin († 1972)
- 26. März: Robert Blackburn, britischer Luftfahrtpionier und Flugzeugkonstrukteur († 1955)
- 27. März: Heinrich Mohn, deutscher Verleger († 1955)
- 28. März: Marc Delmas, französischer Komponist († 1931)
- 29. März: Martha Arendsee, deutsche Politikerin und Frauenrechtlerin († 1953)
- 29. März: Margot Claussen, deutsche Malerin († 1968)
- 31. März: Karl Fischer von Treuenfeld, deutscher Militär († 1946)
- 31. März: Elfriede Heisler, deutsche Schauspielerin († 1919)

### April
- 01. April: Wallace Beery, US-amerikanischer Schauspieler († 1949)
- 01. April: Clementine Churchill, Ehefrau von Winston Churchill († 1977)
- 03. April: Murray Carleton, US-amerikanischer Golfer († 1959)
- 03. April: Allan Dwan, US-amerikanischer Regisseur, Produzent, Drehbuchautor († 1981)
- 03. April: Bud Fisher, US-amerikanischer Cartoonist und Comiczeichner († 1954)
- 04. April: Giuseppe Hess, italienischer Jurist, Fußballspieler und Sportfunktionär († 1967)
- 04. April: Hanns Klemm, deutscher Ingenieur und Unternehmer († 1961)
- 05. April: Dimitrie Cuclin, rumänischer Komponist († 1978)
- 06. April: Gottfried Gelfort, deutscher Ruderer († 1956)
- 06. April: Jules Goux, französischer Automobilrennfahrer († 1965)
- 06. April: Carlos Salzédo, französisch-US-amerikanischer Harfenist und Komponist († 1961)
- 07. April: Walther Schwieger, deutscher Marineoffizier († 1917)
- 08. April: Alexander Rüstow, deutscher Philosoph, Sozialwissenschaftler und Volkswirt († 1963)
- 09. April: Leo Schubert, deutscher Politiker († 1968)
- 12. April: Ernst Beutler, deutscher Literaturhistoriker und Goethe-Forscher († 1960)
- 12. April: Robert Delaunay, französischer Maler († 1941)
- 12. April: Hermann Hoth, Offizier der Reichswehr und der Wehrmacht († 1971)
- 12. April: Fritz Schuler, deutscher Politiker († 1955)
- 12. April: Julio Ortíz de Zárate, chilenischer Maler und Bildhauer († 1946)
- 13. April: Leo Abl, deutscher Landwirtschaftswissenschaftler und Hochschullehrer († 1961)
- 13. April: Georg Lukács, ungarischer Philosoph, Literaturwissenschaftler und -kritiker († 1971)
- 14. April: Adolf Uzarski, deutscher Schriftsteller, Maler und Grafiker († 1970)
- 15. April: Tadeusz Kutrzeba, polnischer General († 1947)
- 16. April: Frederick Chubb, kanadischer Organist, Chorleiter, Musikpädagoge und Komponist († 1966)
- 16. April: Leó Weiner, ungarischer Komponist († 1960)
- 17. April: Karen Blixen, dänische Schriftstellerin († 1962)
- 17. April: Eugène Minkowski, russisch-französischer Psychiater († 1972)
- 17. April: Toine van Renterghem, niederländischer Fußballspieler († 1967)
- 18. April: Claus Bergen, deutscher Marinemaler († 1964)
- 18. April: Hermann Müller, deutscher Leichtathlet († 1947)
- 21. April: Shiga Mitsuko, japanische Schriftstellerin († 1976)
- 22. April: Isidor Alfred Amreich, österreichischer Gynäkologe († 1972)
- 26. April: Marcello Bertinetti, italienischer Fechter und zweifacher Olympiasieger sowie Fußballspieler und -trainer († 1967)
- 26. April: Carl Einstein, deutscher Kunsthistoriker und Schriftsteller († 1940)
- 26. April: Iida Dakotsu, japanischer Dichter († 1962)
- 27. April: Rosa Aschenbrenner, deutsche Politikerin († 1967)
- 27. April: Arthur Zarden, deutscher Finanzfachmann und Finanzstaatssekretär in der Weimarer Republik († 1944)
- 29. April: Egon Erwin Kisch, tschechischer Journalist und Reporter († 1948)
- 29. April: Wallingford Riegger, US-amerikanischer Komponist († 1961)
- 30. April: Harold Craxton, englischer Pianist, Komponist und Musikpädagoge († 1971)
- 30. April: Hans Lembke, deutscher Maler und Zeichenlehrer († 1959)

### Mai
- 01. Mai: Erich Rahn, Pionier des Jiu-Jitsu- und Judo-Sports in Deutschland († 1973)
- 02. Mai: Georges Pézières, französischer Politiker († 1941)
- 03. Mai: Johnny Aitken, US-amerikanischer Automobilrennfahrer († 1918)

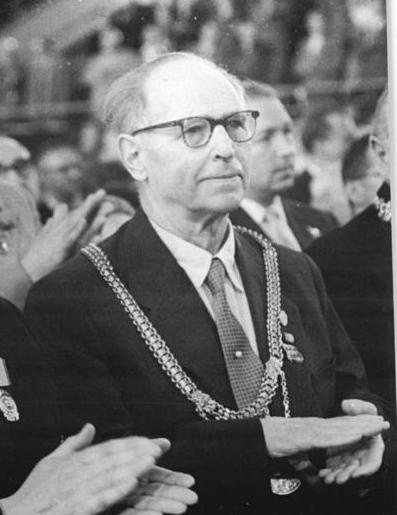
Max Volmer, 1958

- 03. Mai: Max Volmer, deutscher Chemiker († 1965)
- 04. Mai: Paul Barnickel, deutscher Rechtsanwalt († 1966)
- 05. Mai: Agustín Barrios Mangoré, paraguayischer Gitarrist und Komponist († 1944)
- 06. Mai: Henri Willem Hoesen, niederländischer Arzt († 1970)
- 09. Mai: Wilhelmine Lübke, deutsche Politikerin, Vorsitzende des Müttergenesungswerks († 1981)
- 10. Mai: Fritz von Unruh, deutscher Schriftsteller und Dichter († 1970)
- 11. Mai: Korbinian Aigner, deutscher katholischer Pfarrer und Pomologe († 1966)
- 11. Mai: Joe King Oliver, US-amerikanischer Kornettist († 1938)
- 12. Mai: Charles Dullin, französischer Schauspieler, Regisseur und Theaterleiter († 1949)
- 12. Mai: Mushanokōji Saneatsu, japanischer Schriftsteller und Maler († 1976)
- 14. Mai: Hermann Aichinger, österreichischer Architekt († 1962)
- 14. Mai: Otto Klemperer, deutscher Dirigent und Komponist († 1973)
- 15. Mai: Theodor Goerlitz, deutscher Lokalpolitiker und Historiker († 1949)
- 18. Mai: Kurt Löwenstein, deutscher Politiker († 1939)
- 19. Mai: Paul Bildt, deutscher Schauspieler († 1957)
- 19. Mai: Bjørn Rasmussen, dänischer Fußballspieler († 1962)
- 20. Mai: Faisal I., Herrscher in Irak und Syrien († 1933)
- 20. Mai: Alexander Löhr, deutscher Generaloberst, Kriegsverbrecher († 1947)
- 21. Mai: Otto Antonius, österreichischer Zoologe und Paläontologe († 1945)
- 21. Mai: Kurt Beitzen, deutscher Marineoffizier († 1918)
- 22. Mai: Julio Fonseca, costa-ricanischer Komponist († 1950)
- 22. Mai: Hans Lukaschek, deutscher Politiker († 1960)
- 22. Mai: Giacomo Matteotti, italienischer Politiker († 1924)
- 22. Mai: Naka Kansuke, japanischer Schriftsteller († 1965)
- 24. Mai: Adam Abt, deutscher Klassischer Philologe († 1918)
- 25. Mai: Isaac Anken, schweizerischer Politiker († 1945)
- 26. Mai: Josef Achmann, deutscher Maler und Grafiker († 1958)
- 26. Mai: Gaston Baty, französischer Regisseur, Dramatiker und Theaterleiter († 1952)
- 27. Mai: Arnold Büchli, Schweizer Lehrer, Heimat- und Volkstumsforscher († 1970)
- 28. Mai: Hellmuth Felmy, deutscher General im Zweiten Weltkrieg († 1965)
- 28. Mai: Piet Zwart, niederländischer Typograf, Fotograf, Gestalter, Innenarchitekt und Lehrer († 1977)
- 29. Mai: Erwin Freundlich, deutscher Astrophysiker († 1964)
- 30. Mai: Arthur Edward Andersen, US-amerikanischer Unternehmer († 1947)
- 31. Mai: Alois Hudal, österreichischer Bischof und Fluchthelfer diverser Naziverbrecher († 1963)
- 31. Mai: Alter Kacyzne, litauischer Schriftsteller und Fotograf († 1941)

### Juni
- 02. Juni: Hans-Gerhard Creutzfeldt, deutscher Neurologe († 1964)
- 02. Juni: Tollef Tollefsen, norwegischer Ruderer († 1963)
- 03. Juni: Jakow Michailowitsch Swerdlow, sowjetischer Politiker († 1919)
- 04. Juni: Colin Ross, österreichischer Journalist und Reiseschriftsteller († 1945)
- 08. Juni: Toki Zenmaro, japanischer Journalist, Lyriker und Literaturwissenschaftler († 1980)
- 09. Juni: Norman Wilks, kanadischer Pianist und Musikpädagoge († 1944)
- 11. Juni: Oskar Reinhart, Schweizer Kunstsammler und Mäzen († 1965)
- 12. Juni: Erich Bockemühl, deutscher Lehrer, Dichter und Organist († 1968)
- 12. Juni: Frank Ferera, hawaiischer Musiker († 1951)
- 16. Juni: Benno König, deutscher Luftfahrtpionier († 1912)
- 17. Juni: Richard Ermisch, deutscher Architekt und Oberbaurat in Berlin († 1960)
- 17. Juni: Oscar Funcke, deutscher Politiker und Fabrikant († 1965)
- 17. Juni: Paul Oppenheim, deutscher Chemiker, Philosoph, Privatgelehrte und Industrieller († 1977)
- 18. Juni: Ernie Adams, US-amerikanischer Schauspieler († 1947)
- 18. Juni: Alfred Bogen, deutscher Lehrer, Schulrat, Naturschützer und Museumsdirektor († 1944)
- 18. Juni: Theodor Ludwig Georg Albert Knolle, deutscher evangelischer Theologe († 1955)
- 19. Juni: Stevan Hristić, jugoslawischer Komponist († 1958)
- 22. Juni: Joseph Arend, deutscher Politiker († 1938)
- 22. Juni: Milan Vidmar, slowenischer Schachspieler († 1962)
- 23. Juni: Heinrich Schomburgk, deutscher Tennisspieler († 1965)
- 25. Juni: Jean Mendiondou, französischer Politiker und Widerstandskämpfer († 1961)
- 26. Juni: Billy Jenkins, deutscher Kunstschütze, Lassowerfer und Greifvogeldresseur († 1954)
- 28. Juni: Berthold Viertel, österreichischer Regisseur und Schriftsteller († 1953)
- 29. Juni: Pedro Humberto Allende Sarón, chilenischer Komponist († 1959)
- 29. Juni: André Gailhard, französischer Komponist († 1966)
- 30. Juni: Viktor Schauberger, österreichischer Förster, Forscher und Erfinder († 1958)

### Juli
- 05. Juli: Wladimir Nikolajewitsch Andronnikow, russischer Revolutionär, sowjetischer Politiker und Staatsmann († 1942)
- 05. Juli: Blas Infante, spanischer Politiker, Schriftsteller, Historiker und Musikwissenschaftler († 1936)
- 06. Juli: Fritz Arndt, deutscher Chemiker († 1969)
- 06. Juli: Wladimir Andrejewitsch Artemjew, sowjetischer Raketen-Wissenschaftler († 1962)
- 06. Juli: Ernst Busch, deutscher Generalfeldmarschall († 1945)
- 06. Juli: Doyle Carlton, US-amerikanischer Politiker († 1972)
- 06. Juli: Eugen Margarétha, österreichischer Politiker († 1963)
- 07. Juli: Ernest Bristow Farrar, englischer Komponist und Organist († 1918)

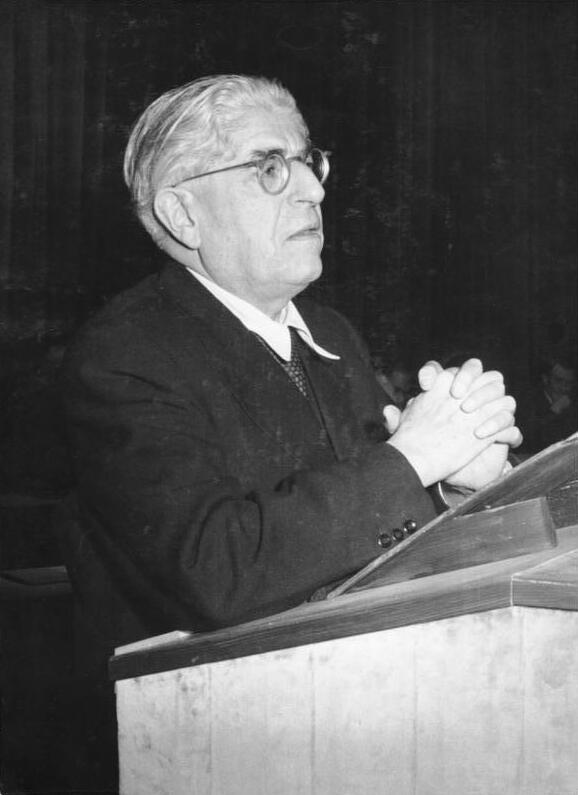
Ernst Bloch, 1954

- 08. Juli: Ernst Bloch, deutscher Philosoph († 1977)
- 08. Juli: Hugo Ferdinand Boss, deutscher Textilunternehmer († 1948)
- 08. Juli: Paul Leni, deutscher Bühnenbildner und Regisseur († 1929)
- 09. Juli: Gustav Ammann, Schweizer Landschaftsarchitekt († 1955)
- 09. Juli: Tor Andræ, schwedischer Religionshistoriker und Bischof († 1947)
- 09. Juli: Caius Welcker, niederländischer Fußballspieler († 1939)
- 10. Juli: Francisco Olazar, argentinischer Fußballspieler und -trainer († 1958)
- 12. Juli: Monte Attell, US-amerikanischer Boxer († 1960)
- 12. Juli: George Butterworth, englischer Komponist († 1916)
- 13. Juli: Margarete Adam, deutsche Hochschullehrerin († 1946)
- 13. Juli: Adolf Behne, deutscher Architekt, Kunstpolitiker und Wissenschaftler († 1948)
- 14. Juli: Sisavang Vong, König von Luang Phrabang und König von Laos († 1959)
- 15. Juli: Josef Frank, österreichischer Architekt († 1967)
- 17. Juli: Benjamin Dale, englischer Organist und Komponist († 1943)
- 17. Juli: Ludwig Sternaux, deutscher Theaterdirektor († 1938)
- 20. Juli: Ulysse Paquin, kanadischer Sänger († 1972)
- 21. Juli: Jacques Feyder, französisch-belgischer Filmregisseur († 1948)
- 22. Juli: Heinrich Gustav Arnhold, deutscher Bankier, Sammler, Mäzen und Esperantist († 1935)
- 22. Juli: Max Triebsch, deutscher Radsportler († 1931)
- 23. Juli: Guido Szivessy, österreichischer Physiker († 1948)
- 24. Juli: Hermann Clausen, dänisch-deutscher Politiker († 1962)
- 24. Juli: Paul von Hase, deutscher General und Widerstandskämpfer († 1944)
- 26. Juli: André Maurois, französischer Schriftsteller und Literaturwissenschaftler († 1967)
- 26. Juli: Georg Wagner, deutscher Geologe und Hochschullehrer († 1972)
- 26. Juli: Alfred Wickenburg, österreichischer Maler und Grafiker († 1978)
- 27. Juli: Lilli Martius, deutsche Kunsthistorikerin († 1976)
- 29. Juli: Theda Bara, US-amerikanische Stummfilmschauspielerin († 1955)
- 29. Juli: Emil Artur Longen, tschechischer Regisseur, Dramaturg, Maler, Autor († 1936)
- 31. Juli: Charles Avery Dunning, kanadischer Politiker († 1958)

### August
- 01. August: George de Hevesy, ungarischer Chemiker († 1966)
- 01. August: Kinoshita Mokutarō, japanischer Schriftsteller und Arzt († 1945)
- 01. August: Peter von der Mühll, schweizerischer Altphilologe († 1970)
- 02. August: Friedrich Bollinger (1885–1945), Schweizer Fußballspieler († 1945)
- 02. August: Hans Peters, deutscher Graphiker, Maler und Kunstpädagoge († 1978)
- 07. August: Gene Buck, US-amerikanischer Illustrator, Songwriter und Musikproduzent († 1957)
- 07. August: Vittore Frigerio, Schweizer Journalist und Schriftsteller († 1961)
- 08. August: Conrad Gauthier, kanadischer Sänger und Schauspieler († 1964)
- 09. August: Philip van Dijk, niederländischer Fußballspieler († 1937)
- 10. August: Hermann Ammann, deutscher Sprachwissenschaftler († 1956)
- 10. August: Franziska Mayer-Hillebrand, österreichische Psychologin († 1978)
- 11. August: Constantin Bock von Wülfingen, deutscher Verwaltungsjurist, Politiker und NSDAP-Mitglied († 1954)
- 13. August: Hans Koopmann, deutscher Mediziner und Hochschullehrer († 1959)
- 14. August: William S. Flynn, US-amerikanischer Politiker († 1965)
- 15. August: Edna Ferber, US-amerikanische Schriftstellerin († 1968)
- 15. August: Andrei Filippowitsch Paschtschenko, russischer Komponist († 1972)
- 16. August: Jesse M. Donaldson, US-amerikanischer Politiker († 1970)
- 17. August: Kurt Hiller, deutscher Schriftsteller und Publizist († 1972)
- 17. August: Clara Gertrud Wichmann, niederländische Juristin, Publizistin, Pazifistin († 1922)
- 18. August: Timothy Joseph Ahearne, irischer Leichtathlet († 1968)
- 20. August: Walter Rohrbeck, deutscher Hochschullehrer († 1956)
- 23. August: Stanislav Ondříček, tschechischer Geiger und Musikpädagoge († 1953)
- 24. August: Wakayama Bokusui, japanischer Schriftsteller († 1928)
- 25. August: Édouard Dethier, belgisch-amerikanischer Geiger und Musikpädagoge († 1962)
- 26. August: Jules Romains, französischer Romancier und Polygraph († 1972)
- 27. August: Ellen Lax, deutsche Industriephysikerin
- 27. August: Georg Wilhelm Pabst, österreichischer Regisseur († 1967)
- 28. August: Antonio Létourneau, kanadischer Organist und Musikpädagoge († 1948)
- 29. August: Hans Jahn, deutscher Politiker († 1960)
- 29. August: Ugo Sivocci, italienischer Automobilrennfahrer († 1923)
- 30. August: Wendelin Rauch, Erzbischof von Freiburg im Breisgau († 1954)
- 31. August: Herbert Westren Turnbull, englischer Mathematiker († 1961)

### September
- 01. September: Hermann Grapow, deutscher Ägyptologe († 1967)
- 02. September: Agathe Dyvrande-Thévenin, französische Juristin († 1977)
- 03. September: Wilhelm Baehrens, deutscher Altphilologe († 1929)
- 03. September: Károly Koch, ungarischer Ruderer († 1932)
- 04. September: Antonio Bacci, italienischer katholischer Geistlicher († 1971)
- 04. September: Vinçenc Kolë Prennushi, albanischer, katholischer Erzbischof († 1949)
- 06. September: Franz Theodor Csokor, österreichischer Schriftsteller († 1969)
- 09. September: Paul Henckels, deutscher Schauspieler († 1967)
- 09. September: Sándor Kleckner, ungarischer Ruderer, Sportschütze und Fechter († 1963)
- 10. September: Emmy Heim, österreichische Sängerin und Musikpädagogin († 1954)
- 10. September: Jan de Jong, niederländischer Geistlicher, Erzbischof von Utrecht und Kardinal († 1955)
- 10. September: Dora Pejačević, kroatische Komponistin († 1923)
- 11. September: David Herbert Lawrence, britischer Schriftsteller († 1930)
- 12. September: Heinrich Hoffmann, deutscher Fotograf, Leibfotograf Adolf Hitlers († 1957)
- 12. September: William Slavens McNutt, US-amerikanischer Drehbuchautor und Schriftsteller († 1938)
- 13. September: Wilhelm Blaschke, österreichischer Mathematiker und Autor († 1962)
- 14. September: Carl de Vogt, deutscher Schauspieler († 1970)
- 14. September: Ludwig Karl Hilberseimer, deutscher Architekt und Stadtplaner († 1967)
- 15. September: Jafar Pascha al-Askari, osmanischer Offizier († 1936)
- 15. September: Grete Beier, deutsche Mörderin († 1908)
- 15. September: Orvil Elliott, kanadischer Turner († 1954)
- 15. September: Ina Seidel, deutsche Schriftstellerin († 1974)
- 16. September: Karen Horney, deutsch-US-amerikanische Psychologin († 1952)
- 17. September: Josef Escher, Schweizer Politiker († 1954)
- 17. September: Üzeyir Hacıbəyov, aserbaidschanischer Komponist († 1948)
- 19. September: Hermann Kupferschmid, deutscher Maler und Radierer († 1975)
- 20. September: Éva Gauthier, kanadische Sängerin († 1958)
- 29. September: Friedrich-Wilhelm Ande, deutscher Gymnasiallehrer und Heimatforscher († 1945)
- 21. September: Elisabeth Müller, Schweizer Jugendschriftstellerin († 1977)
- 21. September: Gilbert Rahm, deutscher Geistlicher und Zoologe († 1954)
- 22. September: Erik Gunnar Asplund, schwedischer Architekt, Hochschullehrer und Designer († 1940)
- 22. September: Ben Chifley, australischer Politiker und Premierminister († 1951)
- 22. September: Erich von Stroheim, US-amerikanischer Regisseur und Schauspieler. († 1957)
- 22. September: Albert Walter, deutscher Politiker († 1980)
- 23. September: Karl von Buchka, deutscher Politiker († 1960)
- 27. September: Stella Arbenina, russische Schauspielerin († 1976)
- 27. September: Gustav Schröder, deutscher Kapitän († 1959)
- 28. September: Alexander Grundner-Culemann, deutscher Forstmann und Politiker, († 1981)

### Oktober
- 01. Oktober: Max Henny, niederländischer Fußballspieler († 1968)
- 03. Oktober: Wladimir Romanowitsch Bakaleinikoff, US-amerikanischer Bratschist, Dirigent und Komponist russischer Herkunft († 1953)
- 04. Oktober: Elisabeth Ahnert, deutsche Künstlerin († 1966)

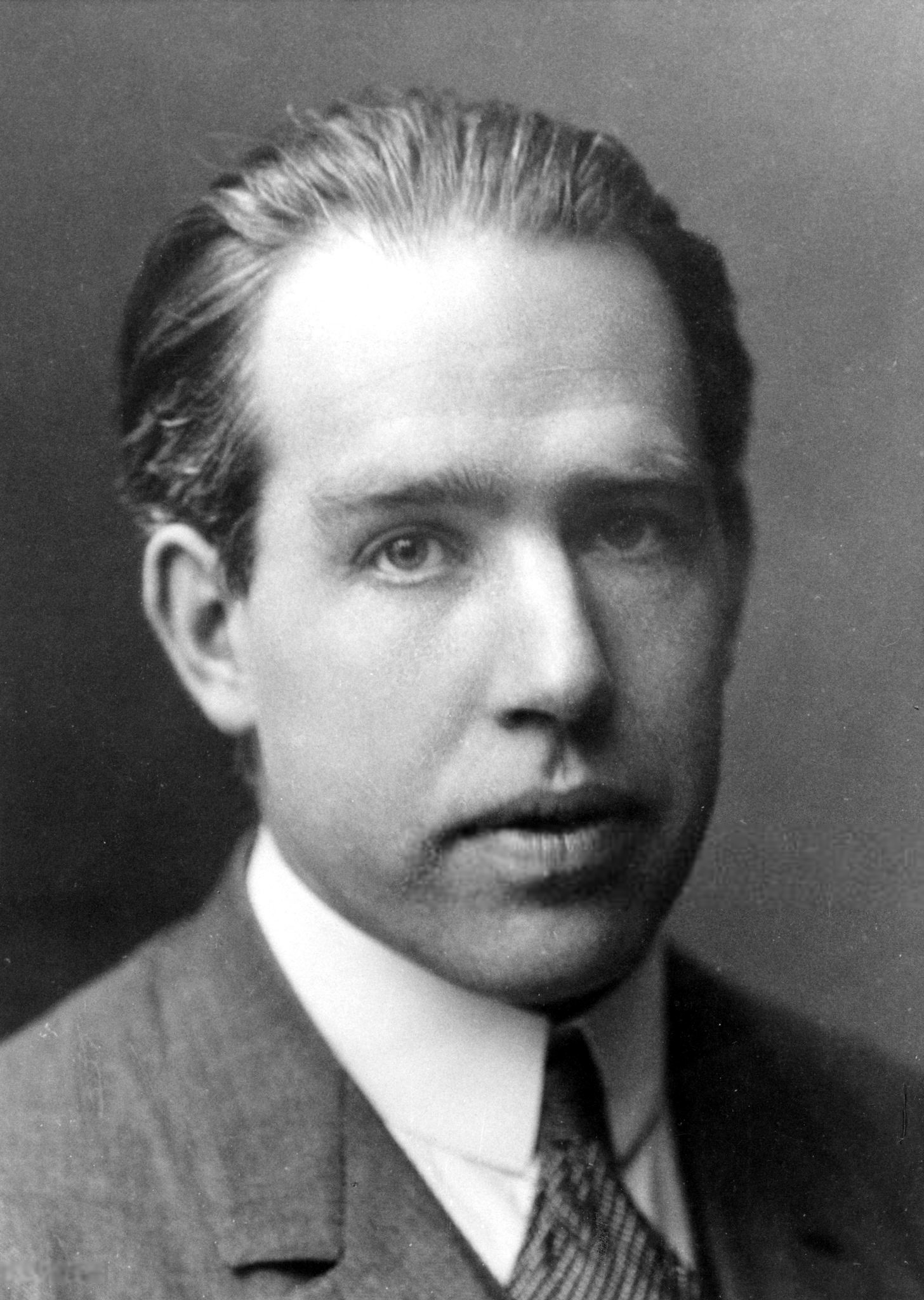
Niels Bohr, 1922

- 07. Oktober: Niels Bohr, dänischer Physiker, Nobelpreisträger († 1962)
- 08. Oktober: Khải Định, zwölfter Kaiser der vietnamesischen Nguyễn-Dynastie († 1925)
- 10. Oktober: Walter Anderson, deutscher Folklorist († 1962)
- 11. Oktober: Alfréd Haar, ungarischer Mathematiker († 1933)
- 11. Oktober: Edmund Knorr, deutscher Lehrer, Heimatpfleger, Naturschützer und Ornithologe († 1979)
- 11. Oktober: François Mauriac, französischer Schriftsteller († 1970)
- 15. Oktober: Fridtjof Backer-Grøndahl, norwegischer Pianist und Komponist († 1959)
- 15. Oktober: Metod Doležil, tschechischer Chorleiter und Musikpädagoge († 1971)
- 15. Oktober: Frank Hurley, australischer Fotograf und Kameramann († 1962)
- 15. Oktober: Jóhannes Sveinsson Kjarval, isländischer Maler († 1972)
- 15. Oktober: Ulrich Leman, deutscher Maler († 1988)
- 15. Oktober: Hans Hasso von Veltheim, deutscher Indologe, Anthroposoph und Weltreisender († 1956)
- 16. Oktober: Dorando Pietri, italienischer Marathonläufer († 1942)
- 18. Oktober: Bruno Calise, französischer Automobilrennfahrer († 1965)
- 21. Oktober: Egon Wellesz, österreichischer Komponist und Musikwissenschaftler († 1974)
- 22. Oktober: Gilberto Govi, italienischer Schauspieler († 1966)
- 28. Oktober: Karl Attenberger, deutscher Kameramann († 1951)
- 28. Oktober: Per Albin Hansson, schwedischer Politiker und Premierminister († 1946)
- 28. Oktober: Gustav Sack, deutscher Schriftsteller, Lyriker und Dramatiker († 1916)
- 29. Oktober: Juan Bautista Massa, argentinischer Komponist († 1938)
- 30. Oktober: Ezra Pound, US-amerikanischer Dichter († 1972)
- 31. Oktober: Karl Radek, russischer Politiker und Journalist († 1939?)

### November
- 01. November: Pierre Dupong, luxemburgischer Politiker († 1953)
- 01. November: Anton Flettner, deutscher Ingenieur und Wissenschaftler († 1961)
- 01. November: Albert Steeger, deutscher Universalgelehrter († 1958)
- 02. November: Harlow Shapley, US-amerikanischer Astronom († 1972)
- 03. November: Nikolai Anitschkow, russischer Pathologe († 1964)
- 03. November: Eduard Baar-Baarenfels, österreichischer Heimwehr-Führer und Politiker († 1967)
- 03. November: Odo Neustädter-Stürmer, österreichischer Politiker und Chefideologe der Heimwehr († 1938)
- 04. November: Felix Braun, österreichischer Schriftsteller († 1973)
- 05. November: William James Durant, US-amerikanischer Philosoph und Schriftsteller († 1981)
- 05. November: Martin Wagner, deutscher Architekt und Stadtplaner († 1957)
- 07. November: Frank Knight, US-amerikanischer Wirtschaftswissenschaftler († 1972)
- 08. November: Paul Brohmer, deutscher Biologe († 1965)
- 08. November: Emil Fahrenkamp, deutscher Architekt, Professor († 1966)
- 08. November: Oskar von Niedermayer, deutscher Offizier, Professor und Abenteurer († 1948)
- 08. November: Tomoyuki Yamashita, japanischer General († 1946)
- 09. November: Welimir Chlebnikow, russischer Dichter († 1922)
- 09. November: Theodor Kaluza, deutscher Physiker († 1954)
- 09. November: Georges Kriéger, französischer Organist und Komponist († 1914)
- 09. November: Hermann Weyl, deutscher Mathematiker († 1955)
- 10. November: Wolfgang Goetz, deutscher Schriftsteller († 1955)
- 11. November: George S. Patton, US-amerikanischer General († 1945)
- 12. November: Rangsit Prayurasakdi, thailändischer Prinz († 1951)
- 14. November: Sonia Delaunay-Terk, französische Malerin († 1979)
- 16. November: Emil Hadina, österreichisch-sudetendeutscher Schriftsteller († 1957)
- 16. November: Eugène Verpault, französischer Automobilrennfahrer († 1980)
- 16. November: Tycho von Wilamowitz-Moellendorff, deutscher Altphilologe († 1914)
- 16. November: Josef Kentenich, deutscher Theologe, Gründer der internationalen Schönstatt-Bewegung († 1968)
- 17. November: Hendrik de Man, belgischer Sozialpsychologe, Theoretiker des Sozialismus und Politiker († 1953)
- 17. November: George Simonis, rumänischer Komponist und Musikpädagoge († 1971)
- 17. November: Otto Trieloff, deutscher Leichtathlet († 1967)
- 18. November: Phog Allen, US-amerikanischer Basketballtrainer († 1974)
- 20. November: Hermann Keller, deutscher Kirchenmusiker und Musikwissenschaftler († 1967)
- 20. November: John Johnston Parker, US-amerikanischer Richter, unter anderem bei den Nürnberger Prozessen († 1958)
- 21. November: Sándor Hautzinger, ungarischer Ruderer, Ringer und Bandyspieler († 1973)
- 21. November: Walter Le Coutre, deutscher Professor, Betriebswirtschaftler und Bilanztheoretiker († 1965)
- 21. November: Kurt Witte, deutscher Altphilologe († 1950)
- 24. November: Fritz Arthur Hugo Ausländer, deutscher Politiker († 1943)
- 24. November: Louis Blondel, Schweizer Archäologe († 1967)
- 24. November: Rudolf Klein-Rogge, deutscher Schauspieler († 1955)
- 24. November: Christian Wirth, deutscher Beamter der Kriminalpolizei († 1944)

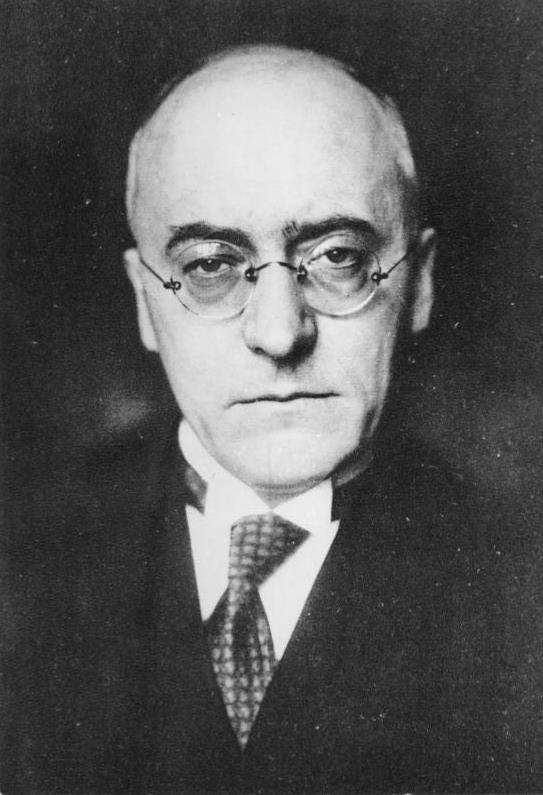
Heinrich Brüning, um 1930

- 26. November: Heinrich Brüning, deutscher Politiker und Reichskanzler († 1970)
- 28. November: Erwin Geldmacher, deutscher Professor für Betriebswirtschaftslehre († 1965)
- 30. November: Albert Kesselring, deutscher Offizier im Ersten und Zweiten Weltkrieg († 1960)

### Dezember
- 01. Dezember: Hans Eicke, deutscher Leichtathlet († 1947)
- 02. Dezember: Pietro Ciriaci, italienischer Kardinal der römisch-katholischen Kirche († 1966)
- 02. Dezember: Jean-Josaphat Gagnier, kanadischer Dirigent und Komponist († 1949)
- 02. Dezember: George Richards Minot, US-amerikanischer Arzt, Nobelpreisträger († 1950)
- 02. Dezember: Susan Stebbing, britische Philosophin († 1943)
- 02. Dezember: Nana de Varennes, kanadische Schauspielerin († 1981)
- 03. Dezember: Edward Lasker, US-amerikanischer Schach- und Go-Spieler († 1981)
- 04. Dezember: David Rivett, australischer Chemiker und Wissenschaftsmanager († 1961)
- 05. Dezember: Louise Bryant, US-amerikanische Journalistin und Autorin († 1936)
- 06. Dezember: Albin Nikolaus Angerer, deutscher Arzt und Studentenhistoriker († 1979)
- 06. Dezember: Albrecht Schaeffer, deutscher Schriftsteller († 1950)
- 07. Dezember: Mason Phelps, US-amerikanischer Golfer († 1945)
- 08. Dezember: August Babberger, deutscher Maler (Expressionismus) († 1936)
- 10. Dezember: Hans Rubenbauer, deutscher Altphilologe († 1963)
- 10. Dezember: Marios Varvoglis, griechischer Komponist († 1967)
- 11. Dezember: Erich Brunner, deutscher Problemkomponist († 1938)
- 11. Dezember: Augusto Rangone, italienischer Fußballtrainer, -schiedsrichter, -funktionär und Journalist († 1970)
- 14. Dezember: Richard Schmitz, österreichischer Politiker († 1954)
- 15. Dezember: Hans Wehberg, deutscher Völkerrechtslehrer († 1962)
- 17. Dezember: Walter Bodneck, russischer Sportschütze († unbekannt)
- 17. Dezember: Theodor Steltzer, deutscher Ministerpräsident († 1967)
- 20. Dezember: Miel van Leijden, niederländischer Fußballspieler († 1949)
- 21. Dezember: Hermann Heimerich, deutscher Politiker († 1963)
- 23. Dezember: Hermann Carl Wilhelm Aubin, deutsch-österreichischer Historiker, Wissenschaftsorganisator und Geschichtspolitiker († 1969)
- 23. Dezember: Hans Gerstinger, österreichischer Altphilologe († 1971)
- 25. Dezember: Albert Betz, deutscher Physiker und Pionier der Windkrafttechnik († 1968)
- 25. Dezember: Hermann Dieckmann, deutscher Politiker († 1957)
- 25. Dezember: Maria Kühne, deutsche Widerstandskämpferin gegen den Nationalsozialismus († 1947)
- 27. Dezember: Pavel Dědeček, tschechischer Dirigent und Musikpädagoge († 1954)
- 28. Dezember: Antonio Farage, syrischer Titularerzbischof und Patriarchalprokurator († 1963)
- 28. Dezember: Wladimir Jewgrafowitsch Tatlin, russischer Bildhauer († 1953)
- 29. Dezember: Ernst Schönbauer, österreichischer Rechtshistoriker und Politiker († 1966)
- 30. Dezember: François Vergucht, belgischer Ruderer († 1944)
- 31. Dezember: Franz von Hoeßlin, deutscher Dirigent († 1946)
- 31. Dezember: Edgar Leslie, US-amerikanischer Songwriter († 1976)

### Genaues Geburtsdatum unbekannt
- Makbule Atadan, Schwester des Staatsgründers der Türkei Mustafa Kemal Atatürk († 1956)
- Sardar Schir Ahmad, afghanischer Botschafter und Minister († unbekannt)
- Charlie Collier, britischer Motorradrennfahrer und Unternehmer († 1954)
- Odette Le Fontenay, französische Opernsängerin und Gesangspädagogin († 1965)
- Alfred Nohcor, kanadischer Sänger, Schauspieler und Komponist († unbekannt)

## Gestorben

### Erstes Quartal
- 05. Januar: Adolf Carl Daniel von Auersperg, Ministerpräsident von Österreich-Ungarn (* 1821)
- 05. Januar: Carl Gottlieb Elsässer, australischer Komponist und Musikpädagoge (* 1817)
- 06. Januar: Peter Christen Asbjørnsen, norwegischer Schriftsteller und Märchensammler (* 1812)
- 10. Januar: Alexei Uwarow, russischer Archäologe (* 1825)
- 12. Januar: August von Württemberg, preußischer Generaloberst (* 1813)
- 15. Januar: Antoni Edward Odyniec, polnischer Lyriker, Dramatiker und Übersetzer (* 1804)
- 16. Januar: Edmond About, französischer Schriftsteller (* 1828)
- 17. Januar: Frederick Gustavus Burnaby, britischer Militär, Reisender und Schriftsteller (* 1842)
- 21. Januar: Friedrich Henning von Arnim, deutscher Unternehmer (* 1804)
- 25. Januar: Carl Eduard Abendroth, Hamburger Kaufmann und Mitglied der Hamburgischen Bürgerschaft (* 1804)
- 25. Januar: Alois Emanuel Biedermann, Schweizer reformierter Theologe aus der Schweiz (* 1819)
- 26. Januar: Charles George Gordon, britischer General (* 1833)
- 29. Januar: Franz Rieger, tschechischer Orgelbaumeister (* 1812)
- 01. Februar: James Chesnut junior, US-amerikanischer Militär, General der Konföderierten (* 1815)
- 01. Februar: Sidney Thomas, britischer Metallurg (* 1850)
- 07. Februar: August Reinsdorf, deutscher Freiheitskämpfer (* 1849)
- 09. Februar: Johan Cesar Godeffroy, deutscher Kaufmann (* 1813)
- 11. Februar: Edward McCabe, irischer Kardinal und Erzbischof von Dublin (* 1816)
- 12. Februar: Anthony W. Gardiner, Präsident von Liberia (* 1820)
- 12. Februar: Alexander Mouton, US-amerikanischer Politiker (* 1804)
- 14. Februar: Jules Vallès, französischer Publizist, Revolutionär und Journalist (* 1832)
- 14. Februar: Benjamin B. Hotchkiss, US-amerikanischer Artillerie-Ingenieur (* 1826)
- 15. Februar: Eduard Schulze, deutscher Offizier und Reisender (* 1852)
- 16. Februar: Herbert Stewart, britischer Generalmajor (* 1843)
- 17. Februar: Carl Friedrich Buchholz, deutscher Orgelbauer (* 1826)
- 25. Februar: Johann Heinrich Runge, deutscher Orgelbaumeister (* 1811)
- 28. Februar: Beriah Magoffin, US-amerikanischer Politiker (* 1815)
- 05. März: Heinrich Leopold Sylvius Franz von Aulock, deutscher Mediziner, Gutsbesitzer und Politiker (* 1824)
- 06. März: Thomas Lilbourne Anderson, US-amerikanischer Politiker (* 1808)
- 06. März: Timothy Shay Arthur, US-amerikanischer Schriftsteller (* 1809)
- 07. März: Jakub Malý, tschechischer Historiker, Schriftsteller und Journalist (* 1811)
- 11. März: Augustine Aglio, britischer Bildhauer, Buchillustrator und Aquarellmaler (* 1816)
- 13. März: Wilhelm Dunker, deutscher Geologe, Paläontologe und Zoologe (* 1809)
- 18. März: August Kramer, deutscher Erfinder (* 1817)
- 24. März: Jacob Thompson, US-amerikanischer Politiker (* 1810)
- 27. März: Friedrich Johannes Jacob Cölestin von Schwarzenberg, Erzbischof von Prag (* 1809)
- 28. März: Ludvig Norman, schwedischer Dirigent und Komponist (* 1831)
- 31. März: Franz Abt, deutscher Komponist und Kapellmeister (* 1819)
- 00. März: Emmanuel Gallard-Lépinay, französischer Marinemaler (* 1842)

### Zweites Quartal
- 07. April: Louis Ammy Blanc, deutscher Maler (* 1810)
- 07. April: Emmy von Rhoden, deutsche Schriftstellerin (* 1829)
- 14. April: Vilmos Győry, ungarischer Schriftsteller und Übersetzer (* 1838)
- 15. April: Walther Wolfgang von Goethe, deutscher Komponist (* 1818)
- 16. April: Joshua Baker, US-amerikanischer Politiker (* 1799)
- 19. April: Richard Ansdell, englischer Maler (* 1815)

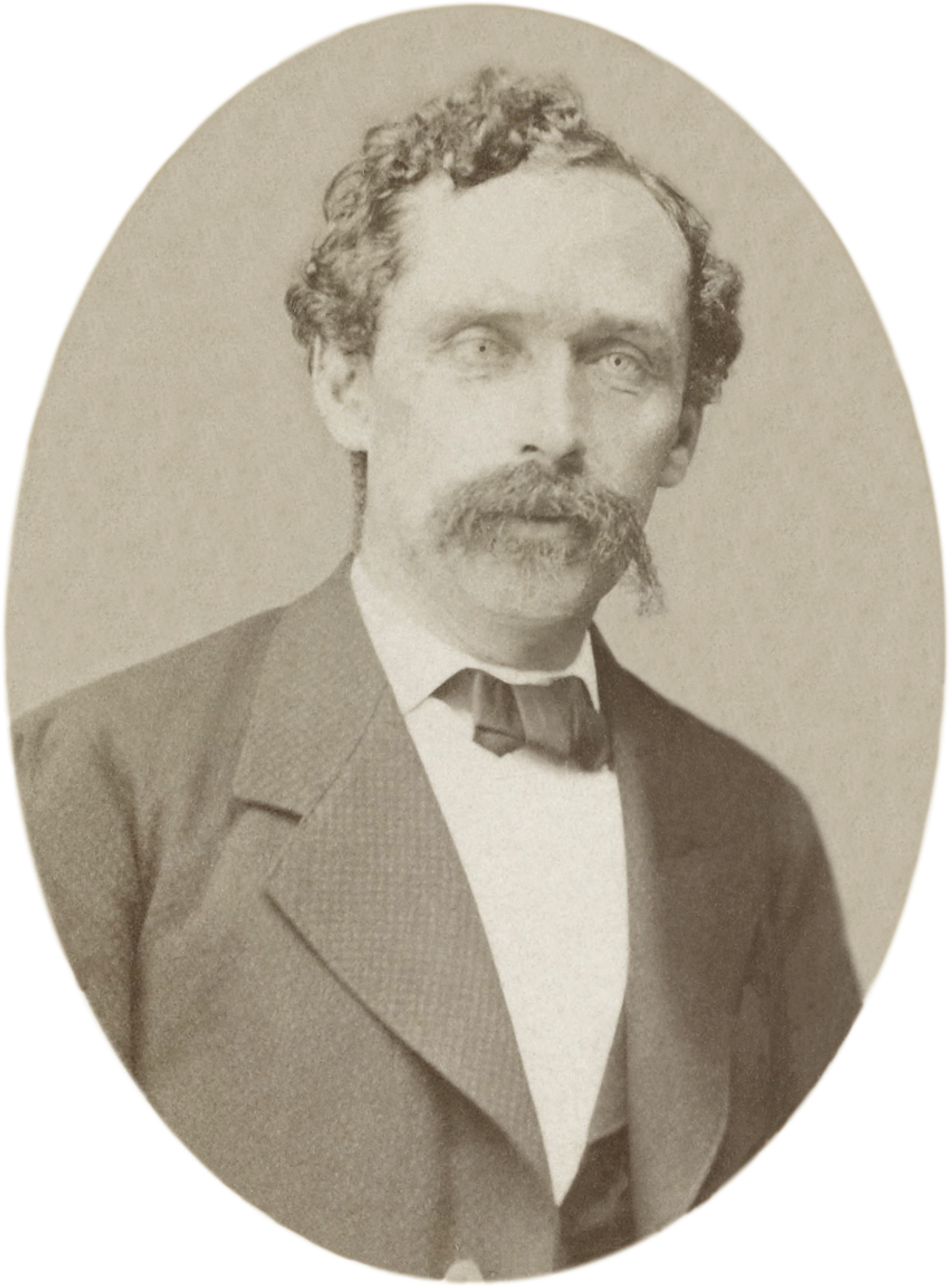
Gustav Nachtigal

- 20. April: Gustav Nachtigal, deutscher Afrikaforscher (* 1834)
- 30. April: Jens Peter Jacobsen, dänischer Schriftsteller (* 1847)
- 05. Mai: Lauro Rossi, italienischer Komponist (* 1812)
- 08. Mai: Joseph Behm, ungarndeutscher Kirchenmusiker und Komponist (* 1815)
- 08. Mai: Pavel Křížkovský, tschechischer Komponist (* 1820)
- 11. Mai: Ferdinand Hiller, deutscher Komponist (* 1811)
- 19. Mai: Otto von Keyserlingk zu Rautenburg, deutsch-baltischer Jurist und Großgrundbesitzer sowie Mitglied des Reichstages (* 1802)
- 19. Mai: William Huntington Russell, US-amerikanischer Mitbegründer der Yale-Geheimgesellschaft Skull and Bones (* 1809)
- 20. Mai: Frederick T. Frelinghuysen, US-amerikanischer Politiker (* 1817)
- 21. Mai: Gawriil Ioakimowitsch Lomakin, russischer Komponist (* 1812)

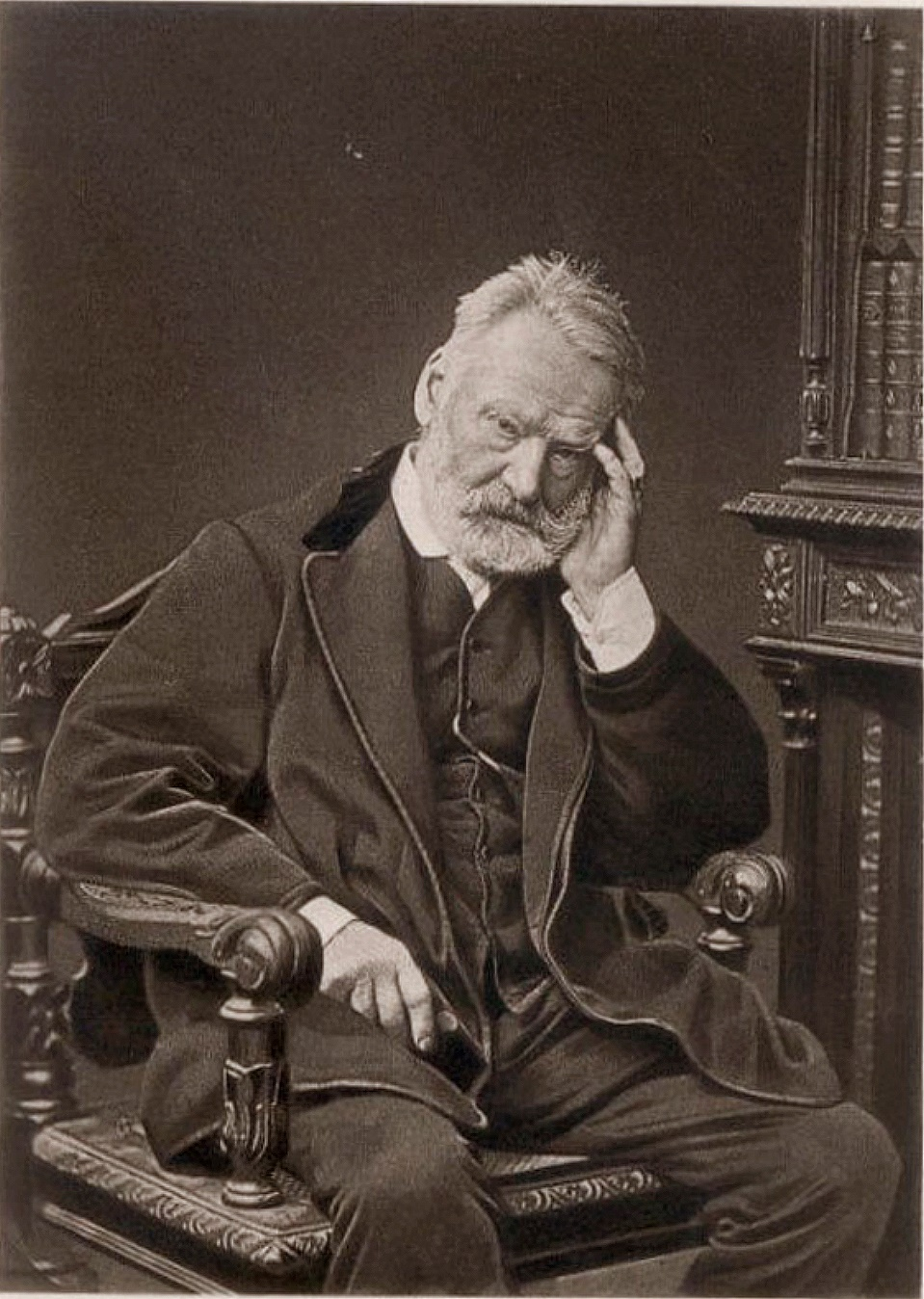
Victor Hugo, etwa 1875

- 22. Mai: Victor Hugo, französischer Schriftsteller (* 1802)
- 28. Mai: Ferdinand Duysing, deutscher Jurist (* 1885)
- 29. Mai: Jan Dobrzański, polnischer Journalist, Revolutionär und Theaterleiter (* 1820)
- 30. Mai: Jakob Fürchtegott Dielmann, deutscher Maler (* 1809)
- 30. Mai: Abdul Momin, Sultan von Brunei (* 1788)
- 30. Mai: Paul de Noailles, französischer Staatsmann und Historiker (* 1802)
- 000Mai: Adolphe Blanc, französischer Komponist (* 1828)
- 02. Juni: Karl Anton von Hohenzollern-Sigmaringen, deutscher Adeliger (* 1811)
- 05. Juni: Julius Benedict, britischer Komponist und Kapellmeister (* 1804)
- 13. Juni: Samuel Friedrich Rikli, Schweizer Unternehmer und Politiker (* 1829)
- 15. Juni: John Neergaard, norwegischer Politiker (* 1795)
- 17. Juni: Edwin von Manteuffel, preußischer Generalfeldmarschall (* 1809)
- 17. Juni: Ignaz Reimann, deutscher Lehrer, Kirchenmusiker und Komponist (* 1820)
- 17. Juni: Silas Selleck, amerikanischer Fotopionier (* zwischen 1828 und 1830)
- 20. Juni: Thomas Bartley, US-amerikanischer Politiker (* 1812)
- 22. Juni: Muhammad Ahmad, islamisch-politischer Führer des nach ihm benannten Mahdi-Aufstandes im Sudan (* 1844)
- 25. Juni: Joseph Chiles, US-amerikanischer Offizier und Pionier (* 1810)
- 28. Juni: Franz Umpfenbach, deutscher Altphilologe (* 1835)

### Drittes Quartal
- 01. Juli: Hermann Fehling, deutscher Chemiker (* 1811)
- 07. Juli: Christoph Theodor Äby, Schweizer Anthropologe (* 1835)
- 07. Juli: Johann Christoph Hilf, deutscher Musiker (* 1783)
- 07. Juli: Nicola De Giosa, italienischer Komponist und Dirigent (* 1819)
- 14. Juli: Ernst Hello, französischer Schriftsteller und Philosoph (* 1828)
- 15. Juli: Rosalía de Castro, spanische Lyrikerin (* 1837)

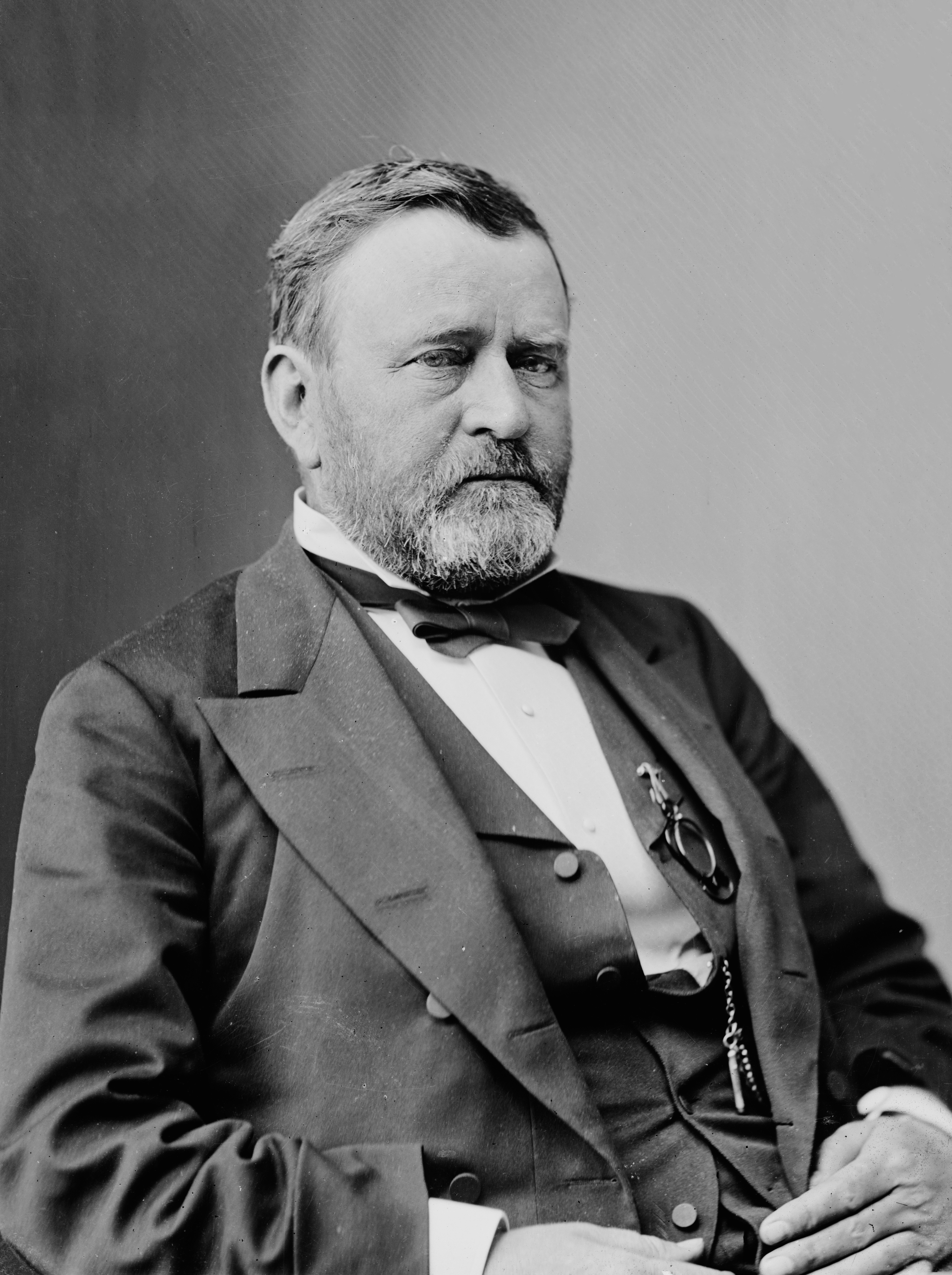
Ulysses S. Grant in den 1870er Jahren

- 23. Juli: Ulysses Simpson Grant, General und Präsident der USA (* 1822)
- 25. Juli: Ernst Laas, deutscher Pädagoge und Philosoph (* 1837)
- 28. Juli: Moses Montefiore, britischer Unternehmer und jüdischer Philanthrop (* 1784)
- 29. Juli: Henri Milne Edwards, französischer Naturforscher (* 1800)
- 12. August: Helen Hunt Jackson, US-amerikanische Autorin (* 1830)
- 14. August: Waldo P. Johnson, US-amerikanischer Politiker (* 1817)
- 16. August: Julius Converse, US-amerikanischer Politiker (* 1798)
- 18. August: Ludwig Lange, deutscher Altphilologe (* 1825)
- 22. August: Jakob Fehr, Schweizer Bäcker, Jurist und Politiker (* 1828)
- 26. August: August Gottfried Ritter, deutscher Komponist und Organist (* 1811)
- 28. August: Julius Hopp deutscher Komponist, Librettist, Arrangeur und Übersetzer (* 1819)
- 31. August: Edgar Cowan, US-amerikanischer Politiker (* 1815)
- 06. September: Edme Charles Philippe Lepère, französischer Staatsmann (* 1823)
- 06. September: Narcís Monturiol spanischer Ingenieur und Erfinder (* 1819)
- 13. September: Friedrich Kiel, deutscher Komponist der Spätromantik (* 1821)
- 14. September: Gustav Eduard Becker, deutscher Uhrmacher und Begründer der Uhrenmarke Gustav Becker (* 1819)
- 22. September: Albert Wessel, Schweizer Jurist und Politiker (* 1829)

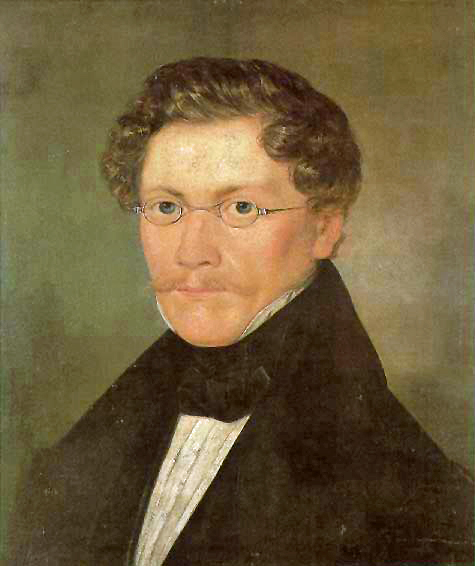
Selbstporträt Carl Spitzweg, um 1840

- 23. September: Carl Spitzweg, deutscher Maler des Biedermeier (* 1808)

### Viertes Quartal
- 01. Oktober: Anthony Ashley-Cooper, britischer Politiker (* 1801)
- 05. Oktober: Wilhelm Heine, deutscher Maler und Reisender (* 1827)
- 09. Oktober: Joseph Geefs, belgischer Bildhauer (* 1808)

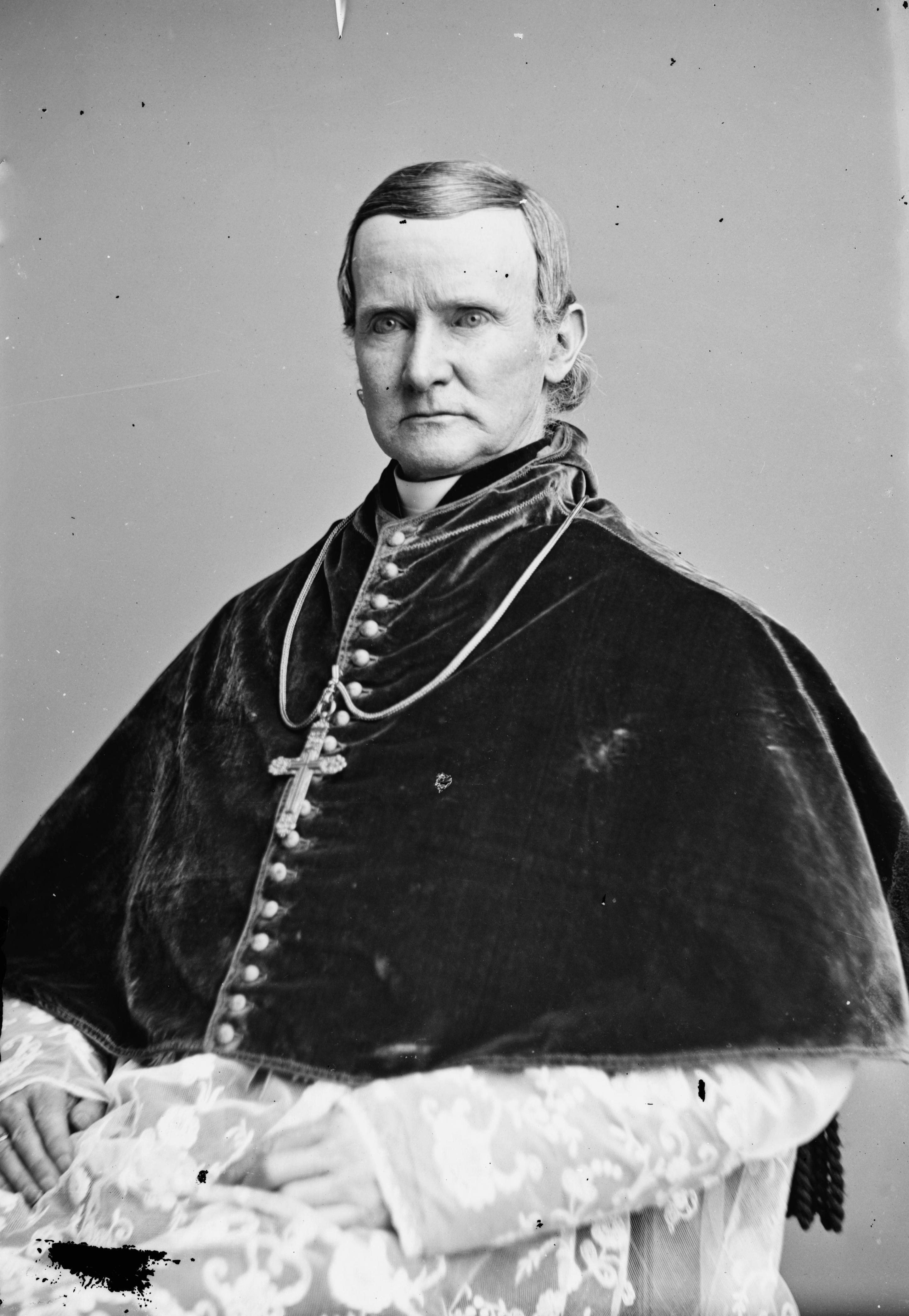
John McCloskey

- 10. Oktober: John McCloskey, erster US-amerikanischer Kardinal (* 1810)
- 16. Oktober: Hugh Rose, 1. Baron Strathnairn, britischer Feldmarschall (* 1801)
- 18. Oktober: Christian Johann Heinrich Schmidt, Deutscher, erster festangestellter Lokomotivführer der Leipzig-Dresdner Eisenbahn-Compagnie (* 1810)
- 19. Oktober: Caspar Butz, deutsch-US-amerikanischer Schriftsteller und Politiker (* 1825)
- 21. Oktober: Alwin Wieck, deutscher Geiger und Klavierlehrer (* 1821)
- 24. Oktober: John B. Page, US-amerikanischer Politiker (* 1826)
- 29. Oktober: John Bullock Clark, US-amerikanischer Politiker (* 1802)
- 29. Oktober: George B. McClellan, US-amerikanischer Militär, Oberkommandierender der Unionsstreitkräfte im Sezessionskrieg (* 1826)
- 30. Oktober: Gustav Adolf Merkel, deutscher Musikpädagoge und Komponist (* 1827)
- 31. Oktober: Juan Bautista Topete, spanischer Admiral und Politiker (* 1821)
- 03. November: Adele Muzzarelli, italienische Soubrette, Sängerin und Tänzerin (* 1816)
- 13. November: Maximilian Joseph Bernhard von Arco-Zinneberg, deutscher Adeliger, bekannt auch als Adlergraf (* 1811)
- 13. November: Anselmo José Braamcamp, portugiesischer Politiker (* 1819)
- 15. November: Friedrich August Eckstein, deutscher Altphilologe und Lexikograf (* 1810)
- 16. November: Louis Riel, kanadischer Métis-Führer (* 1844)

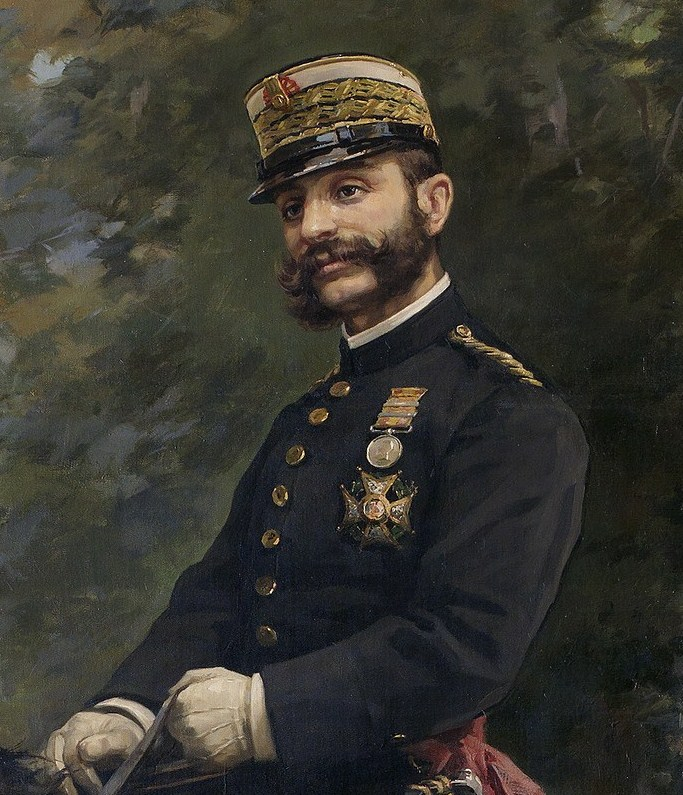
Alfons XII. von Spanien

- 25. November: Alfons XII., spanischer König (* 1857)
- 25. November: Nicolás Avellaneda, argentinischer Präsident (* 1837)
- 25. November: Thomas A. Hendricks, US-amerikanischer Politiker (* 1819)
- 26. November: Thomas Andrews, irischer Physikochemiker (* 1813)
- 26. November: Francisco Serrano Domínguez, spanischer General und Politiker (* 1810)
- 03. Dezember: Carl Rosenberg, dänischer Publizist und Historiker (* 1829)
- 03. Dezember: Pieter Harting, niederländischer Mediziner, Geologe, Hydrologe und Botaniker (* 1812)
- 06. Dezember: Robert Gerwig, deutscher Bauingenieur (* 1820)
- 09. Dezember: Hermann Becker (DFP), deutscher Politiker (* 1820)
- 13. Dezember: B. Gratz Brown, US-amerikanischer Politiker (* 1826)
- 14. Dezember: Ernst Falkbeer, österreichischer Schachmeister (* 1819)
- 15. Dezember: Ferdinand II., portugiesischer König (* 1816)
- 18. Dezember: Hiland Hall, US-amerikanischer Politiker (* 1795)
- 19. Dezember: Ryland Fletcher, US-amerikanischer Politiker (* 1799)
- 20. Dezember: Karl Huber, rumäniendeutscher Komponist, Geiger, Dirigent und Musikpädagoge (* 1828)
- 21. Dezember: Eduard Hölzel, österreichischer Buchhändler und Verleger (* 1817)
- 22. Dezember: Louis René Tulasne, französischer Botaniker und Mykologe (* 1815)
- 24. Dezember: Sanford Christie Barnum, US-amerikanischer Zahnarzt, Erfinder des Kofferdam (* 1838)
- 25. Dezember: Eugène Emmanuel Amaury Pineux, französischer Maler (* 1808)
- 28. Dezember: Benjamin Dufernex, Schweizer Jurist und Politiker (* 1834)
- 29. Dezember: James E. Bailey, US-amerikanischer Politiker (* 1822)

### Genaues Todesdatum unbekannt
- Bernard Ullman, US-amerikanischer Musikimpresario (* 1817)